# 昭和天皇
昭和天皇（日语：／〔〕 Shōwa Tennō；1901年4月29日—1989年1月7日）是日本第124代天皇（1926年12月25日—1989年1月7日在位），大日本帝国第3代大元帅（1926年－1945年在任），名裕仁（／ Hirohito），為日本第125代天皇明仁的父親。出生時稱號為迪宮，徽印印號為若竹。昭和天皇六十余年的统治，见证了日本从世界列强向軍國主義极权国家，再向战后的现代化经济大国的转变。
裕仁在大正五年（1916年）11月3日被立為皇太子，大正十年（1921年）因父親大正天皇患病而出任攝政，大正十五年（1926年）繼位，以中國古籍《尚書》中“百姓昭明，協和萬邦”一句改元昭和。当时日本为亚洲强国之一，因大萧条而出现经济衰退，在此背景下，帝国主义扩张论大行其道，并于之后发动战争。
裕仁在位期間經歷第二次世界大戰，1937年，日本策動七七事變，中日戰争開始，日本很快吞併大部分華北及華中地區，但其後接下來的5年陷入泥沼的拉鋸戰之中，1941年突然偷襲美國，並正式與中國宣戰，並在之後攻佔很多東亞及東南亞地區，使其加入“大東亞共榮圈”，國力邁向頂峰。受到原子彈轟炸後，裕仁在1945年8月14日發表《終戰詔書》，命日軍停止行動，帝国滅亡，並通过广播向全國民眾親口布告战争终止，這在日本史上屬首次。
日本投降後，駐日盟軍司令部（GHQ）協助擬定的新憲法中，即使保留了君主制，但昭和天皇裕仁在战后实际上已经完全失去几乎所有政治權力，同時也宣布放棄神格化，從此仅作為日本國家與國民象徵而存在。虽然昭和天皇没有受到同盟国的起诉，他作為當時日本的國家元首兼陸海軍最高統帥需負起多少戰爭責任的議題仍很有爭議。裕仁在戰後轉向海洋生物学研究、个人生活和社会志愿工作等等。
除了日本神話中的天皇之外，裕仁是歷代天皇中在位最久者，也是史上在位時間最長的“皇帝”之一。其在位期间，日本曾是亚洲最大帝国之一（帝国及其战时占领地）。1989年1月7日，裕仁因患腸癌去世於東京吹上御所，享壽87歲，皇太子明仁即位，次日改元為“平成”。而「昭和」為裕仁的年號與諡號。

## 早年

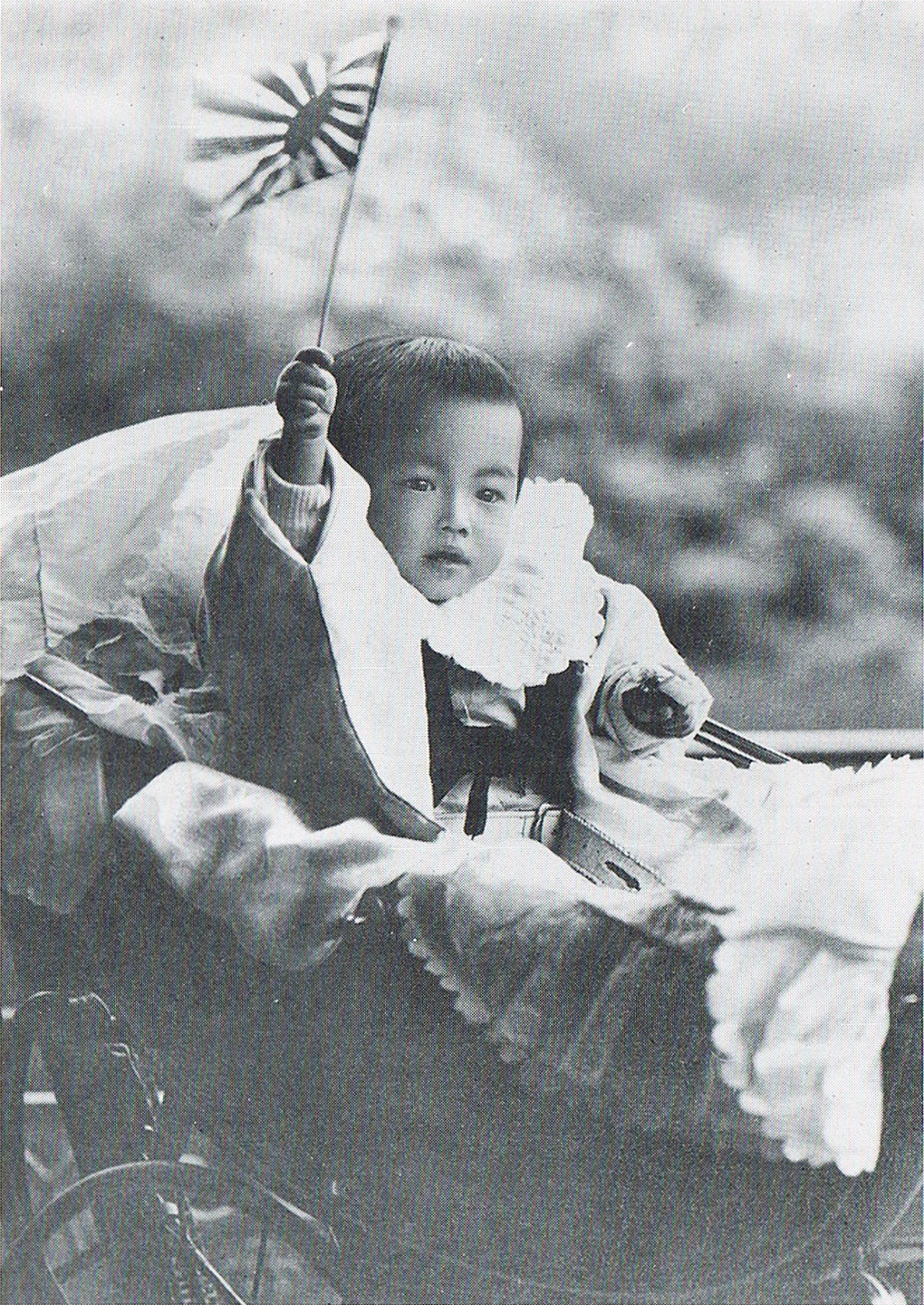
1902年手举旭日旗的迪宫裕仁亲王

明治三十四年（1901年）4月29日，晚上10時10分，昭和天皇生於東京赤坂區東宮御所，父親是皇太子嘉仁親王（後來成為大正天皇），母親是皇太子妃九條節子（後來成為貞明皇后），祖父是當時的明治天皇，明治天皇對於這個小孫子寵愛有加，當日命令宮內的御用文人為皇孫取名裕仁與號迪宮並冊封為皇太孫。

## 尚武的親王
作為一個充斥崇武思想國家的親王，裕仁從小就被有意識地培養尚武的性格。其剛剛出生70天，就被寄養在海軍中將川村純義的家裡長達4年。父親太子嘉仁親王從小多病，心身發育不佳，終生為病痛所困，裕仁幼時也似乎繼承其父的遺傳缺點。
1908年，裕仁6歲進入皇室學習院的時候，被發現其右手的手指活動不便，因此被迫放棄美術和音樂兩門課程，此外裕仁也有先天近視。“皇室”學習院院長是日俄戰爭（1904年2月8日－1905年9月5日）中的陸軍大將乃木希典，乃木希典的大兒子乃木勝典、二兒子乃木保典都在日俄戰爭中戰死，1907年，乃木希典因戰功而昇為伯爵。天皇親自指示乃木要努力將裕仁培養為“質實剛健”之輩。如此教育之下，裕仁自小就被種下崇尚武力的想法，而且自己也對乃木極為尊敬，稱他為院長閣下。大概也就是從這個時候，裕仁開始擺脫了給人的“病弱”印象而開始向他的祖父看齊。

## 册立为皇太子

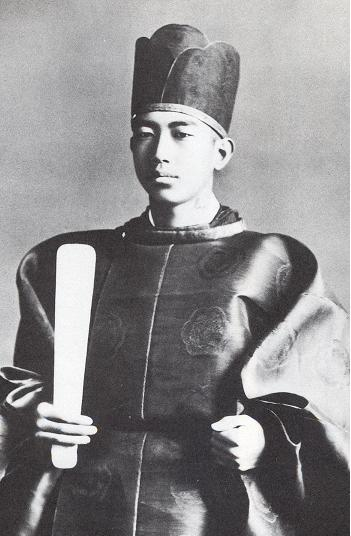
16歲的裕仁皇太子，攝於1916年

1912年，年僅11歲的裕仁被任命為日本帝國陸軍少尉及帝國海軍少尉軍官，他還被授予大勳位菊花章。
1912年7月30日（明治45年），明治天皇崩御，嘉仁親王繼位成為大正天皇，12歲的裕仁被册立为皇太子。在明治正式大葬的前兩天，乃木希典突然拜見昭和，將山鹿素行所著的《中朝事實》和三宅觀瀾的《中興鑑言》贈予時為陆海军少尉的裕仁。兩日後，乃木與妻子一起於赤坂的家中為了明治天皇而自裁殉死，這個事件給年幼的裕仁造成極大的刺激，祖父的去世和“嚴師”的自裁，使其變得極為自閉孤寂，捨棄左右隨從，獨自行動，漸漸對生物學起了興趣。

### 東宮御學問所
1914年（大正三年），裕仁從學習院初等科畢業，前往“東宮御學問所”繼續學習7年，“東宮御學問所”的總裁是東鄉平八郎海軍大將，而東鄉平八郎的軍國主義路線較乃木希典有過之而無不及，至此，裕仁又走回軍國主義的路線。

### 遊歷歐洲

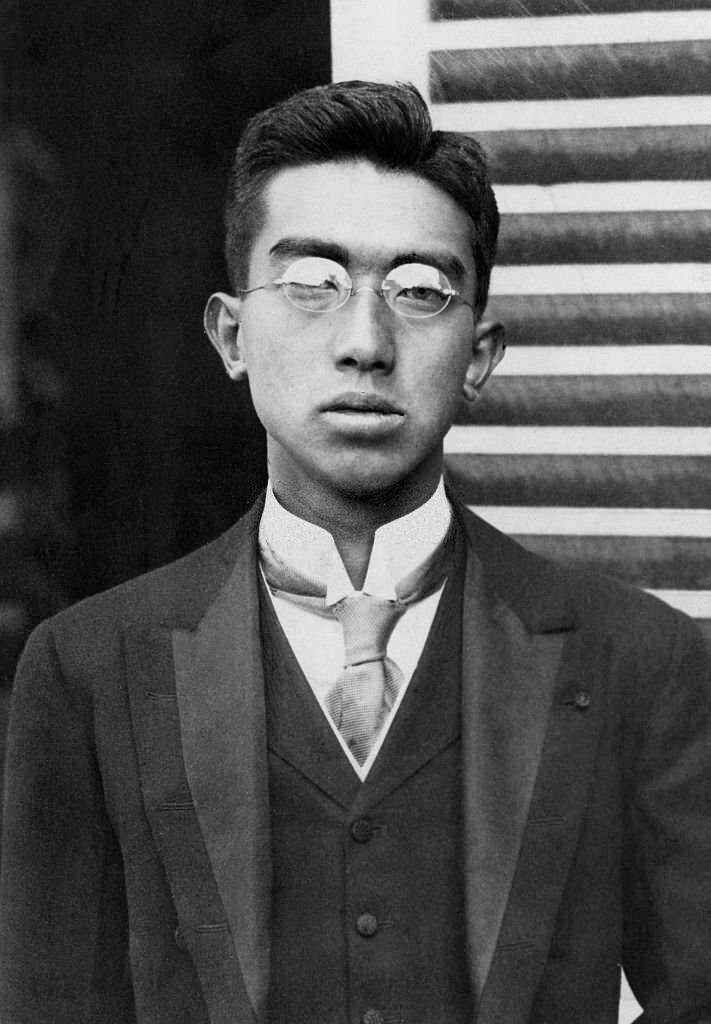
1921年，于欧洲访问期间的裕仁

1918年（大正七年）， 17歲的裕仁步入青年期， 久彌宮良子被內定為太子妃。1921年，剛滿20歲的裕仁前往歐洲，展開長達半年的旅行訪問，主要是訪問英國、法國、比利時、荷蘭、意大利5國。3月3日，裕仁一行搭乘“香取號”軍艦出發，途經香港、新加坡、可倫坡、雅典、地中海，5月7日抵達英國普利茅斯。此時的歐洲，處於第一次世界大戰後百廢待興，裕仁選擇君主立憲的老前輩英國為首個訪問地，英国国王喬治五世親自前往倫敦火車站迎接。日後裕仁曾經回憶，“當時英國王室中大都與我同輩，處生其中簡直令我有‘第二家庭’的感覺。特別是英王喬治五世，親自與我長談指點有關君主立憲之下的君主概念。”
在巴黎的時候，裕仁鬧了一個笑話，當時他穿著便服獨自搭乘巴黎地鐵，有生以來第一次自己付錢買車票，“我當時第一次搭乘地鐵，什麼手續也不知道，手緊緊地握住車票，入閘的時候驗票員要在票上打孔，結果我緊張地生怕被他奪取，握著車票不放，雙方就這樣來回拉扯數分鐘，結果惹得驗票員大怒。這張車票也被我一直保存著。”

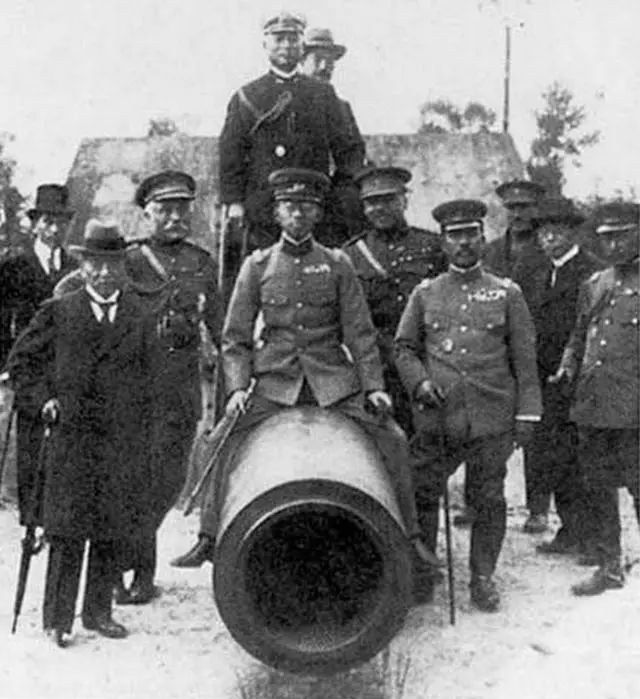
1921年，裕仁（中）在法国敦刻尔克进行访问期间的留影

### 試圖掌握军权
訪問期間，裕仁不僅學習西方的政治結構，同時也對軍事表現出極大興趣，數次訪問一戰時期的歷史遺跡。當時的法國將軍們對這位20歲的皇太子對於軍事精通的程度感到讚歎。裕仁還特地去拿破崙墓地所在地榮軍院訪問，並帶回一個拿破崙的半身像，之後將其擺在自己書房內（戰後增加林肯像、達爾文像）。在這次出巡中，他接見駐歐洲的十幾個日本武官的參拜，獲得以永田鐵山、小畑敏四郎、岡村寧次為首的日本青年軍官宣誓效忠，這樣他以這些人為班底，在昭和維新口號下，開展向軍中元老奪權的行動。

## 皇太子兼摄政宮

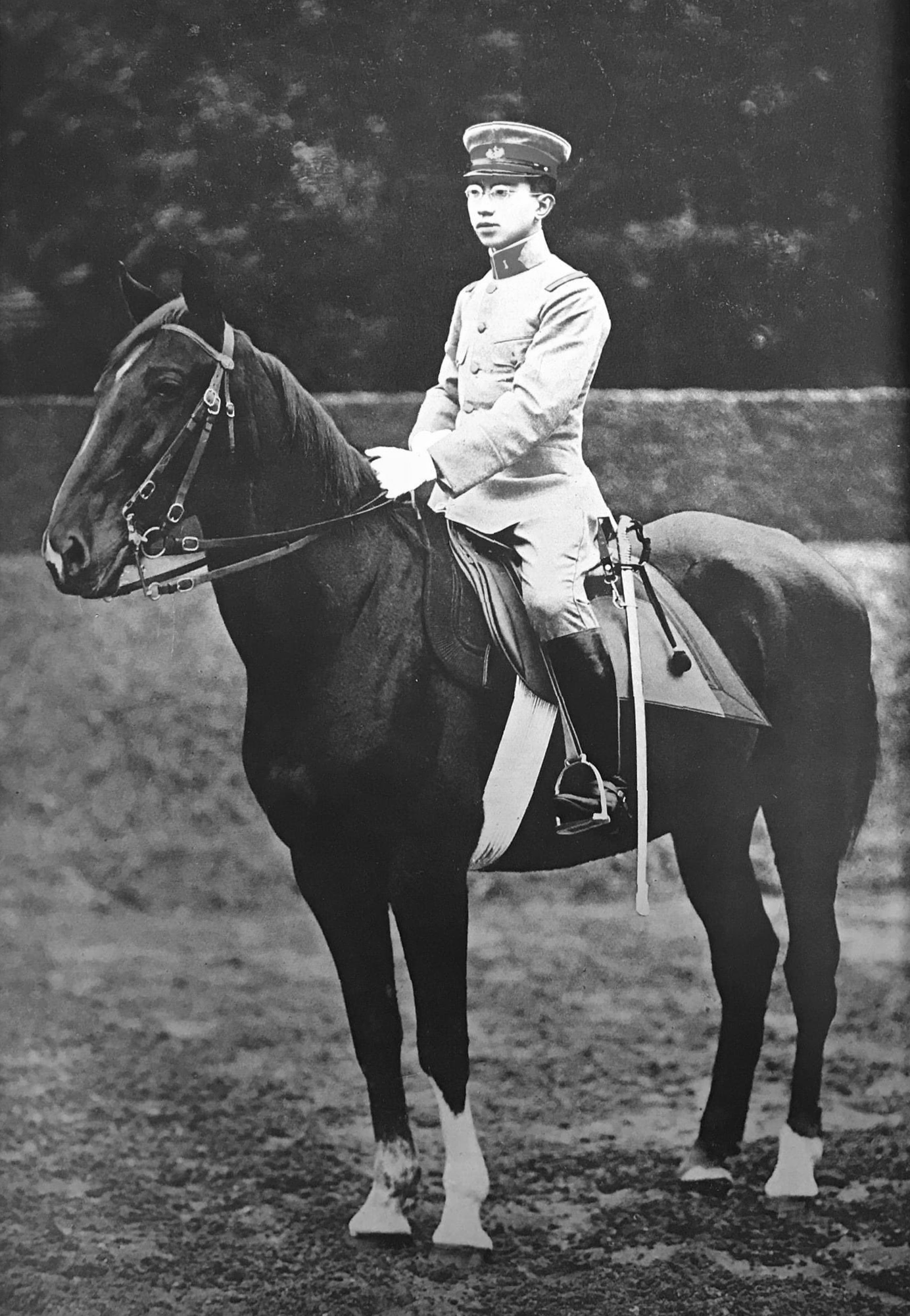
皇太子裕仁亲王，时任近卫步兵第一联队少佐。

歐行後兩個月，因大正天皇重病，1921年11月25日裕仁開始攝政，成为摄政王，日本一般將皇族亲王的攝政称为摄政宮。1923年裕仁晉升為中佐，1925年晉升為大佐。
1923年9月1日，由於發生国难“关东大地震”，裕仁的婚禮延至1924年1月26日（大正13年）才正式举行。

### 巡幸臺灣

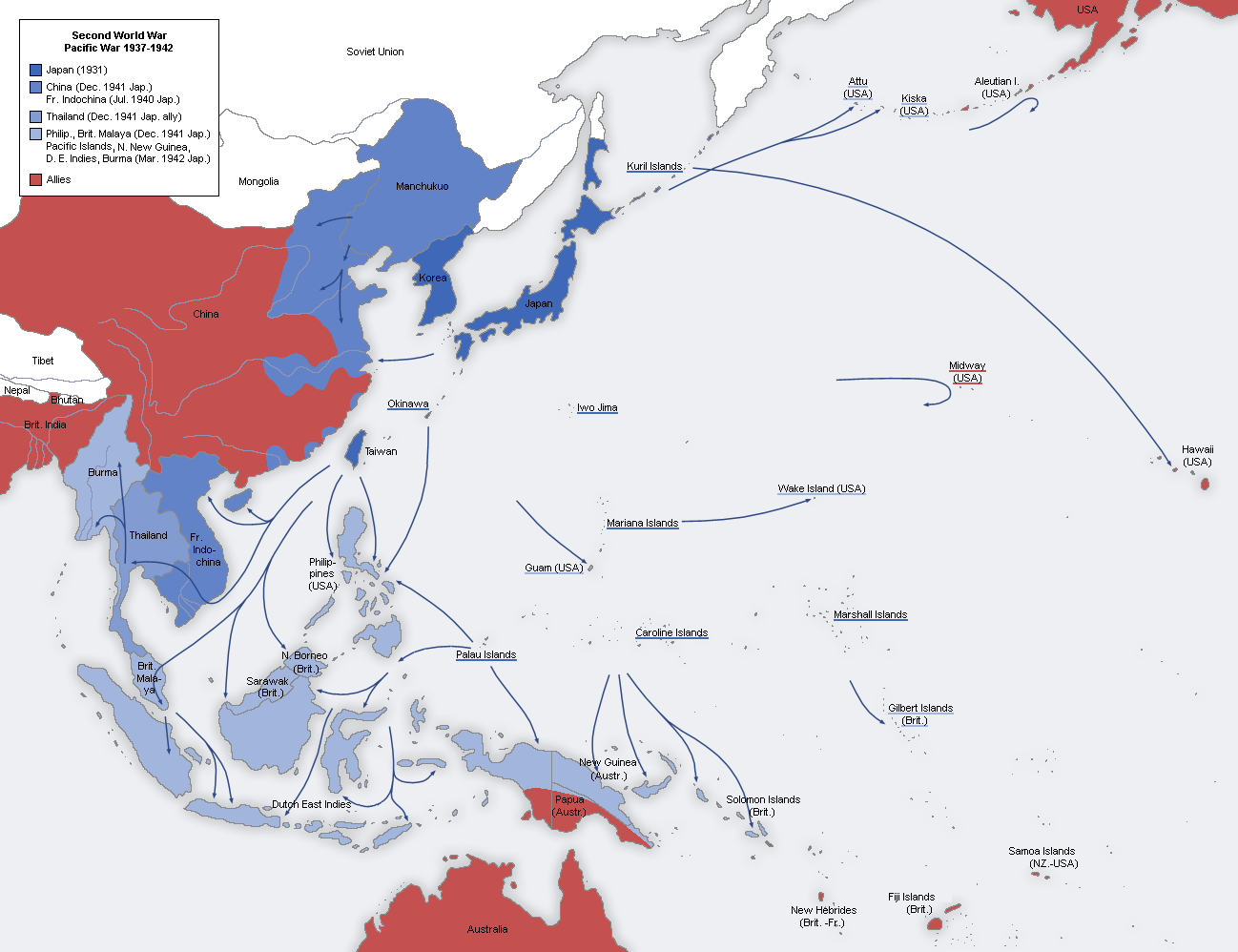
1942年的大日本帝国疆域

1923年4月16日，裕仁應時任臺灣總督田健治郎邀請，搭乘軍艦「金剛」前往當時作為日本领土的臺灣巡幸12天。

### 遇刺未遂
1923年12月27日，作為儲君的裕仁在東京虎之門外被社會主義者難波大助行刺未遂。他本來還想替兇手求情，但最終法官給他判處死刑。他早前也曾經在台中差點遇刺。

## 早期统治

### 登基大典

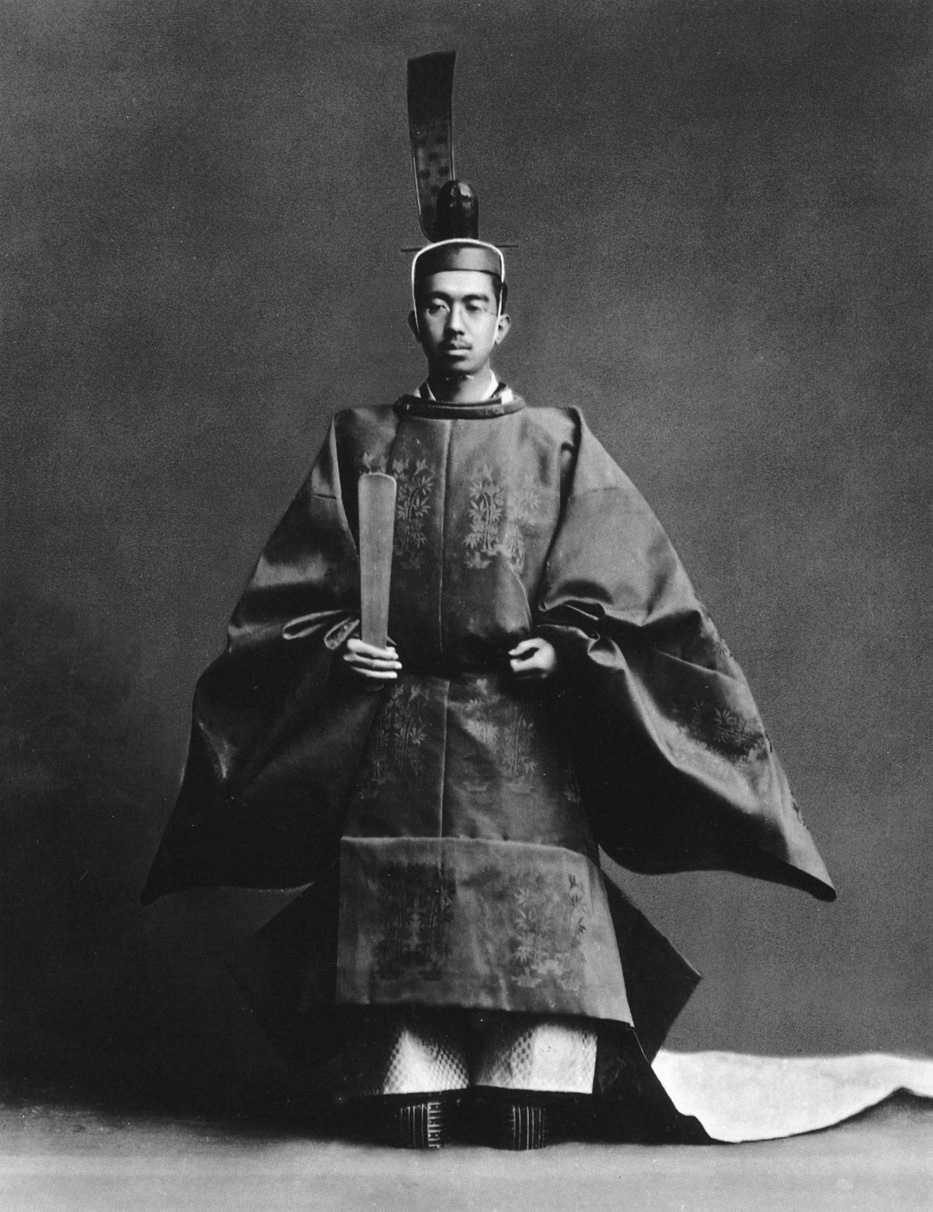
1928年，於登基大典

1926年12月25日，大正天皇崩，裕仁登上皇位，之后日本很快地走上军事扩张之路。当时日本正日益民主化，于是裕仁采用昭和作为年号。直到1928年11月10日，裕仁才在京都御所举行登基大典，儘管當時日本處於經濟大蕭條前期，但議會仍通過一筆相當大的登基慶典費用。
随着1927年一场银行大危机，陷入不景气的日本把算盘打向中国，新上任的日本首相田中义一开始在中国东北扩张日本的军事势力。而有人认为，极端民族主义者鼓吹对天皇要绝对服从，反对立宪民主制，但裕仁致力于履行自己立宪君主的职责，很少过问内阁的政策，他既不赞成也不反对扩张主义，他無法駕馭军国主义分子，为日后战争爆发埋下隐患。

### 肃清皇道派
1930年代，极端民族主义分子制造一系列政治暗杀事件。1932年1月8日，朝鮮人李奉昌在東京櫻田門外狙擊裕仁未遂，誤炸副車。5月15日犬养毅首相遭暗杀，标志着政党领导的内阁的结束和受到军队控制的官僚内阁的开始。这个独裁体制要求学校讲授绝对的爱国主义，他们强迫大学开除具有民主思想的教授。
1936年2月26日，主張和英美中一起反共抗蘇聯的“皇道派”的少壮军官，打算使天皇能夠拾起實權重新親政管理內務，以阻止軍隊繼續走向對外侵略擴張，故昭和維新心態下发动“二二六兵变”，但不料裕仁比較軟弱，反而沒有出面支持並批准严令下被镇压，结果是日本军部内的泛亞洲主義“統制派”获胜而结束，天皇不但進一步被軍部權力架空，军部控制中央政府及过去难以控制的日本军队，军国獨裁体制形成。

## 军国时代

### 满洲事变背后
1931年9月18日晚，满洲事变发生。昭和天皇容忍了这些满洲事件，有时还积极协助关东军进攻中国。据奈良武二1931年9月22日写的日记记载，昭和天皇纵容了侵犯林指挥权的侵略行为，并于10月1日对参谋长兼关东军司令官予以轻判，说“违反了军队刑法”，只是惩罚而已。昭和天皇于10月8日授权关东军空袭锦州。锦州空袭是第一次世界大战结束以来对该市的首次轰炸。
10月24日，应中华民国要求，在瑞士日内瓦召开的国际联盟理事会特别委员会，接受美国国务卿史汀生的建议，援引《日本与中华民国凯洛格-布里安条约》中国的。国际联盟通过了一项道义决议，要求日本军队在 11 月 16 日之前从满洲被占领土撤军。海外，批评日本侵略满洲的舆论因这一事件而增多，但相反，日本国内报纸、广播、娱乐界、帝国退伍军人协会、极右翼势力各种团体加剧了民众的焦虑，支持关东军、谴责西方和中华民国的舆论日趋强烈。
1931年12月23日，关东军不顾内阁命令，占领锦州。美、英、法指出关东军占领锦州是违反九国条约的行为，但昭和天皇对此不予理睬，向关东军下达圣旨1932年1月8日，“为了自卫”，他称赞关东军无视政府的控制，说：“我们通过与中国的战斗，向世界提升了皇军的尊严。” 3月9日，关东军割出满洲关东军占领区，建立傀儡国家满洲国，立清朝末代皇帝溥仪为名义君主。陆军任命皇室长辈闲院宫载仁亲王为陆军参谋长，海军任命领导伦敦海军削减条约反对派的伏見宮博恭王为海军军令部总长，从而与皇室建立了密切的关系。

### 全面侵华行動
1937年7月7日，卢沟桥事变发生。昭和天皇只接受了新任陆军大臣杉山元的“两三个月内就能结束对华战争”的言论，批准了近卫内阁的决议，决定出兵河北。7月25日，关东军、朝鲜军的增援部队与日本本土的三个师团会合后，在北京、天津附近的多个地区爆发了小规模冲突。7月27日，昭和天皇下令歼灭北京、天津的中国军队，在两天内就占领了北京、天津。
在昭和天皇颁布的法令下，日本的军事行动从保卫在华日本人民转变为积极侵略中国。昭和天皇从8月31日起连续两周授权出兵，并于9月7日授权派遣3个师团和1个台湾驻军前往上海前线。当时，日本政府将这次侵略中国的行为称为解决“事件”，或美化为一场圣战（Holy War）。10月27日，昭和天皇下令在宫廷内重新设立日俄战争后被废除的帝国本部。11月19日，为连接内阁和军队，组织了“大本營政府联络会议”。它是一个将陆军和海军的决策和要求与其他政府部门的职能和政策相结合的组织。而联络会议的议程最终是在昭和天皇亲自出席的会议上决定的。这次会议不符合政府规定，也不涉及宪法程序。在皇室会议上，昭和天皇接受了事关日本及其邻国命运的决定，但他只是在幕僚的建议下才予以批准，以避免为自己的决定承担责任。

### 對南京大屠杀的無視
12月14日占领南京后，日军在上海派遣軍参謀長飯沼守的率领下，俘虏了仍在南京及其周边地区的手无寸铁的中国军队残部，杀死了17,000多名士兵。17日，按计划举行纪念松井入城胜利的游行。日军在南京及其周边地区約连续六週杀人、强奸、抢劫、纵火，两名日军少尉的“百汉斩首赛”多次在东京日日新闻上刊登。日本當時是特別以軍事行動能在中國推翻蔣的藉口來進行的，故需要粉飾南京軍民都迎接日本所謂的解放，因此军方试图禁止对南京犯罪行为的矛盾报道。南京的战争罪行被世人所知的主要是少数来自美国和欧洲的记者，包括约翰·拉贝在内的仍在南京的外国人则在南京安全区收容了约20万至30万难民。
但是儘管對國民政府的宣傳是這樣子，但高層的一些人如朝香宮鳩彥王等人，是日军在南京犯下罪行时的高级军官，包括昭和天皇在内的日本皇室和政府可能也多少都聽過日军在南京犯下的战争罪行，陆军大臣杉山、总部军官和外务省也意识到了这一点，在此前及日后曾两度派驻在南京的重光葵表示要引以为耻。

## 第二次世界大战

### 帝国正式宣戰

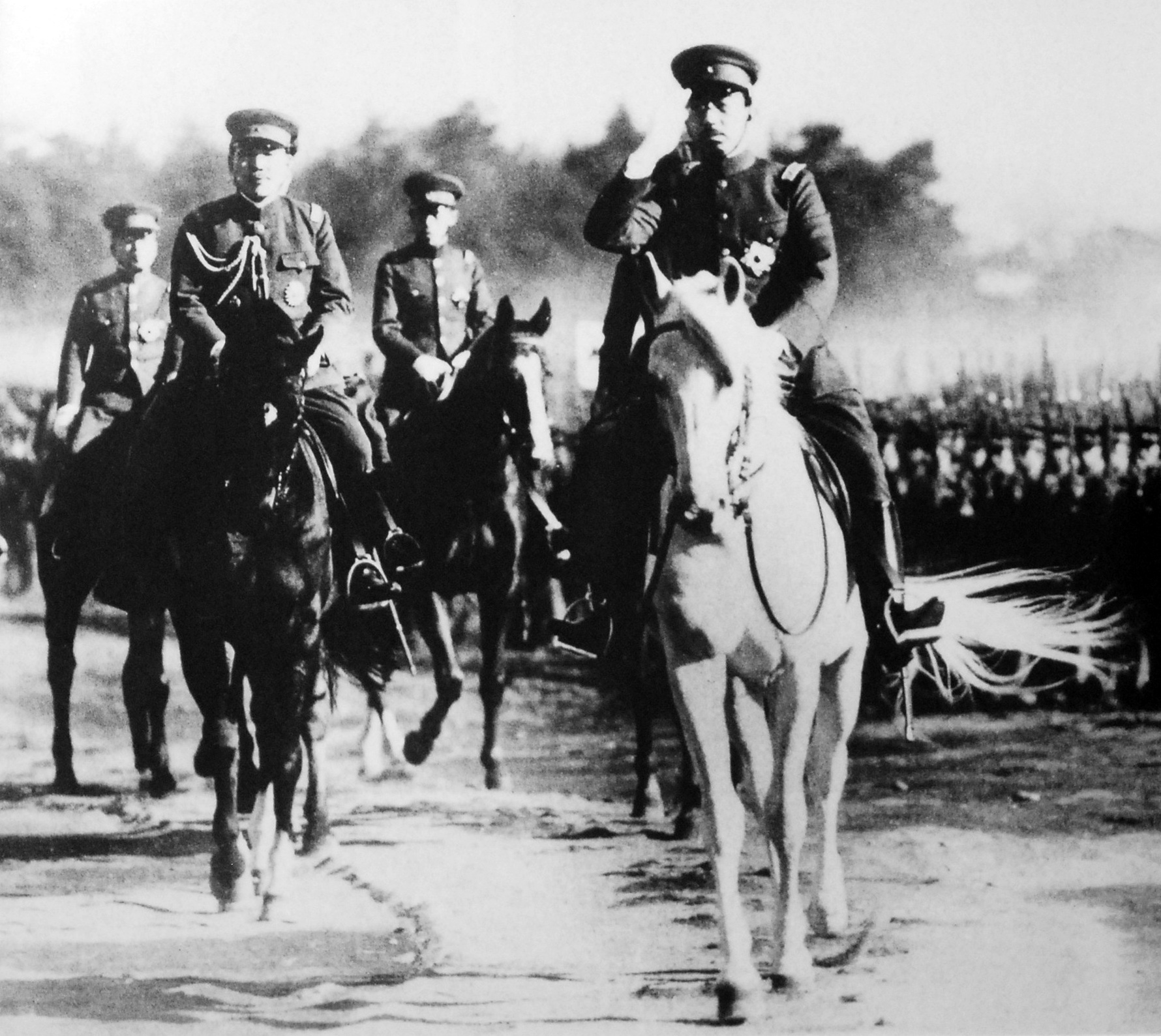
1938年检阅陆军的裕仁大元帅

1940年3月30日，日本參謀本部聲言「如本年內中國事變仍不能解決，則自1941年初開始，自動撤兵」。6月，裕仁批准參謀本部《加速執行南進政策》，假如英、美干預，「就不惜與美一戰」。7月30日，裕仁正式批准近衛內閣「南進」國策和建立「大東亞共榮圈」基本政策。裕仁說：「海軍希望在更遠的地方大幹一場之前，必須解決支那事變；……陸軍想要立即南進，以補救在中國的失敗。」。9月27日，日本和德國、意大利簽訂三國同盟條約，軸心國形成。
1941年12月7日，日軍偷襲美國夏威夷群島珍珠港的海軍基地。翌日，裕仁頒佈《對英美兩國宣戰詔書》，致使美國及其盟國加入對日戰争，日軍偷襲珍珠港當天便展開南方作戰計劃，入侵馬來亞、菲律賓、荷属东印度、香港及緬甸等英國、美國及荷蘭的殖民地，開啟太平洋戰爭序幕。在昭和天皇统治下，日本成为亚洲疆域最大的帝国，其疆域北到美国阿拉斯加阿图岛，南到东南亚荷属东印度，西至印度洋附近的缅甸，东至太平洋的威克岛，是一个横跨亚太地区的庞大帝国。

### 终战诏书
1945年8月，由於美軍向日本投下兩颗原子弹並且蘇聯正式向日本宣戰後，裕仁被要求参加戰時最高國務會議特别會議，以考虑和討論美國及其同盟國提出投降條件。裕仁和时任首相鈴木贯太郎都傾向主張日本投降。由於委员會中政治和軍事成員就是否投降無法達成一致意見，铃木贯太郎要求裕仁做最後决定，裕仁同意投降並接受波茨坦公告，隨後在對外宣布的前夕度過了宮城事件的風波。8月15日，裕仁通過無線電廣播，史無前例地向日本人解释投降原因，此段廣播被稱為“玉音放送”，同时也标志着战前昭和时代的结束。9月2日，时任日本外相重光葵和时任日军参谋总长梅津美治郎在美国密苏里号战列舰上代表分别代表日本政府和日本军方签署了投降书，第二次世界大战正式结束。

## 戰後的昭和天皇

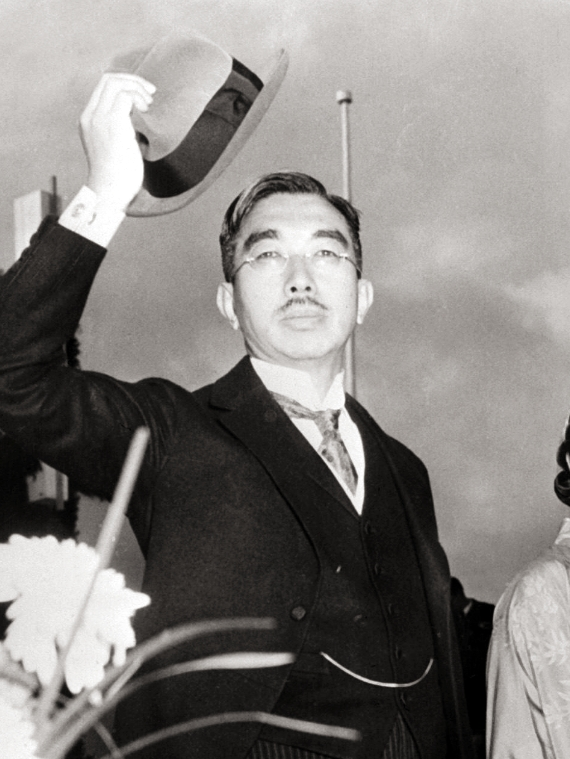
裕仁在皇宮向民眾揮手，1946年

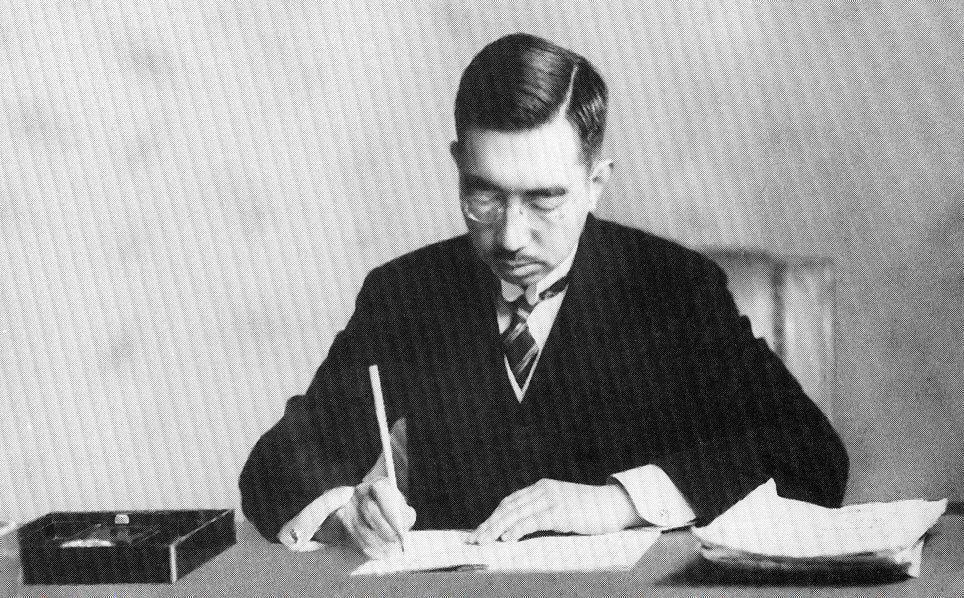
裕仁簽署日本國憲法，1947年

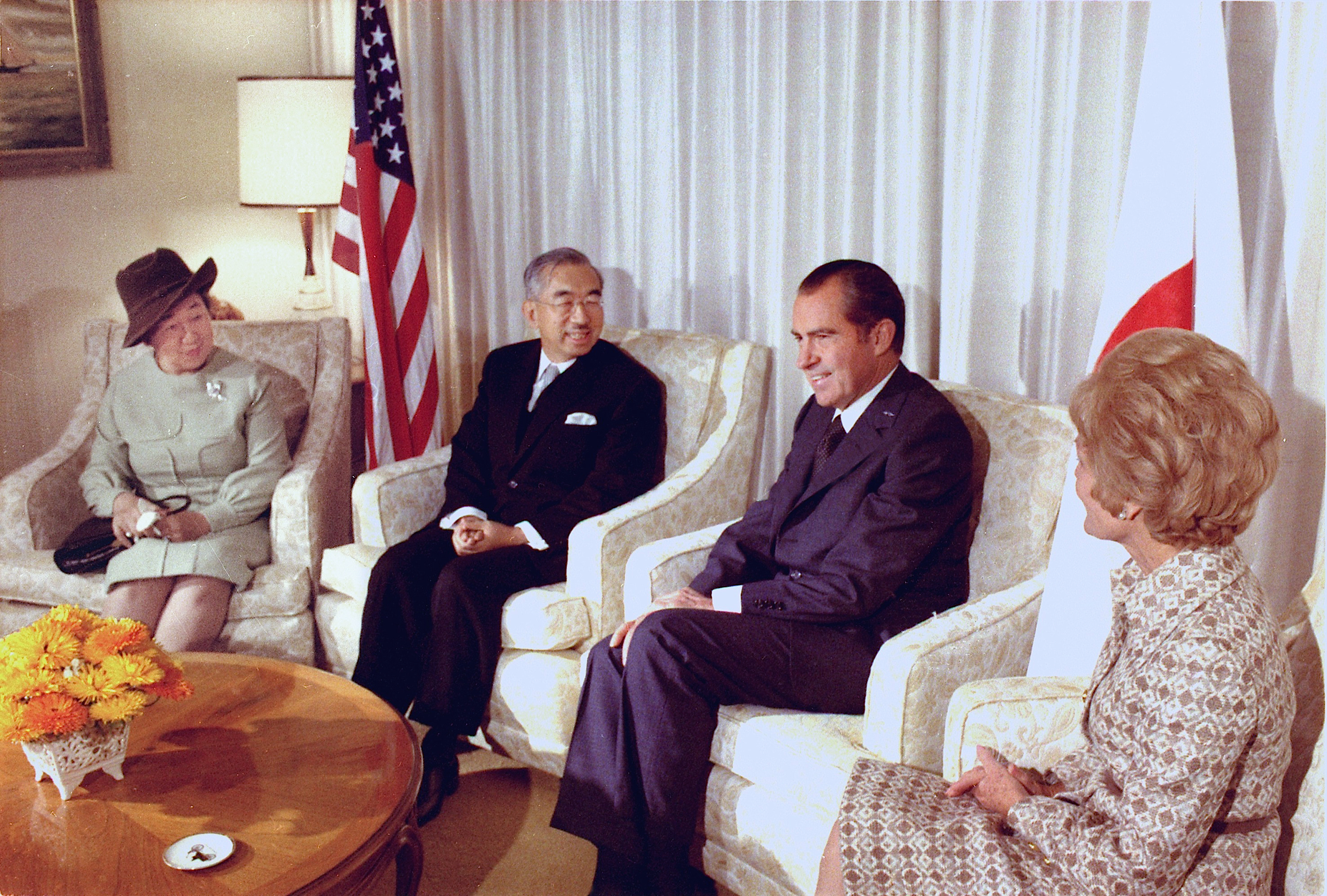
裕仁與尼克森，1971年

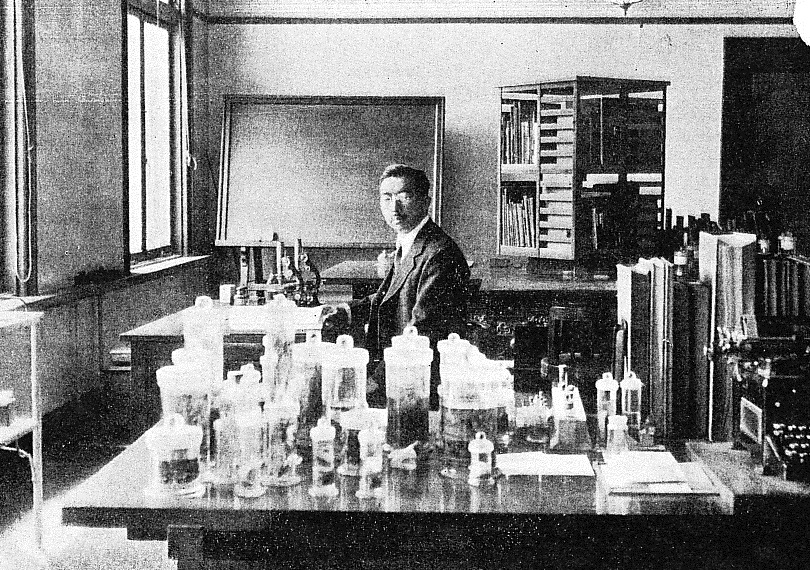
1950年，在实验室进行生物学研究的昭和天皇

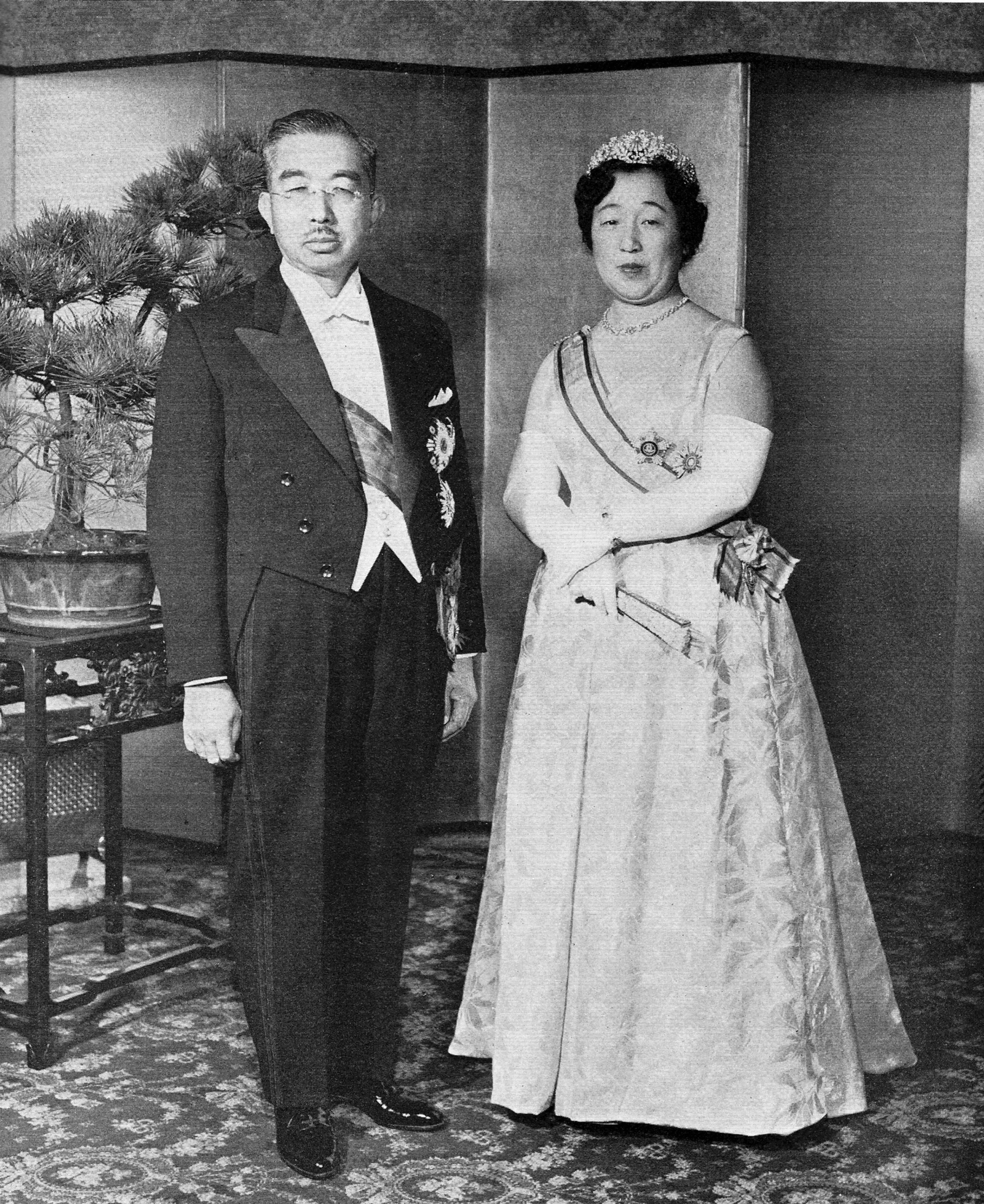
穿著禮服的昭和天皇和香淳皇后，1956年

1946年元旦，昭和天皇發布《人間宣言》，否定天皇神圣地位，承认自己与平民百姓一样也是人類，并不是神。雖然期間也出現過比如訪視救濟孤兒院，問孩子們「令尊健康吧」，卻得到「父親戰死了」的回應等，對戰間民間疾苦實況全然無知的尷尬軼事，不過還是促進了令日本天皇虛級化，為戰後破除天皇軍國思想，天皇與人理性的距離拉近起到作用。
盟軍占领日本之后，駐日盟軍總司令麥克阿瑟實際上掌控著日本的政權。在麥克阿瑟干預下，1947年被簽署通过新的日本国宪法，提出最高统治权归人民所有，实行真正內閣制民主，由民意的代表人內閣總理大臣（首相）來掌權，使天皇这一個「如神的位置」，变为了一个真正的象徵元首。同年10月10日，首席檢察官紀南宣判，天皇和企業界都不用負擔戰爭責任:530。
戰後天皇地位產生變化，民眾被允許和天皇会面，可以自由批判，且皇族成员可被拍照。戰後裕仁天皇还访问过灾区，视察日本的战后建设。（這次視察傳聞可能為盟軍領袖所安排，因為當時一直有天皇可能受到戰爭罪審判甚至絞死的傳言，安排天皇巡視灾区可以安撫人心），皇太子明仁亲王也打破传统，和一位民間女性（美智子）结婚。1971年裕仁访问西欧，1975年访问美国，这是第一次以天皇的身份访问外国。因為是海事類出身，裕仁對水產有許多研究，最後「水母的書」為代表作。
1975年10月31日，裕仁在结束对美国的访问回到日本后，在皇居接受日本记者俱乐部的采访，这是日本天皇首次正式会见记者。

## 逝世

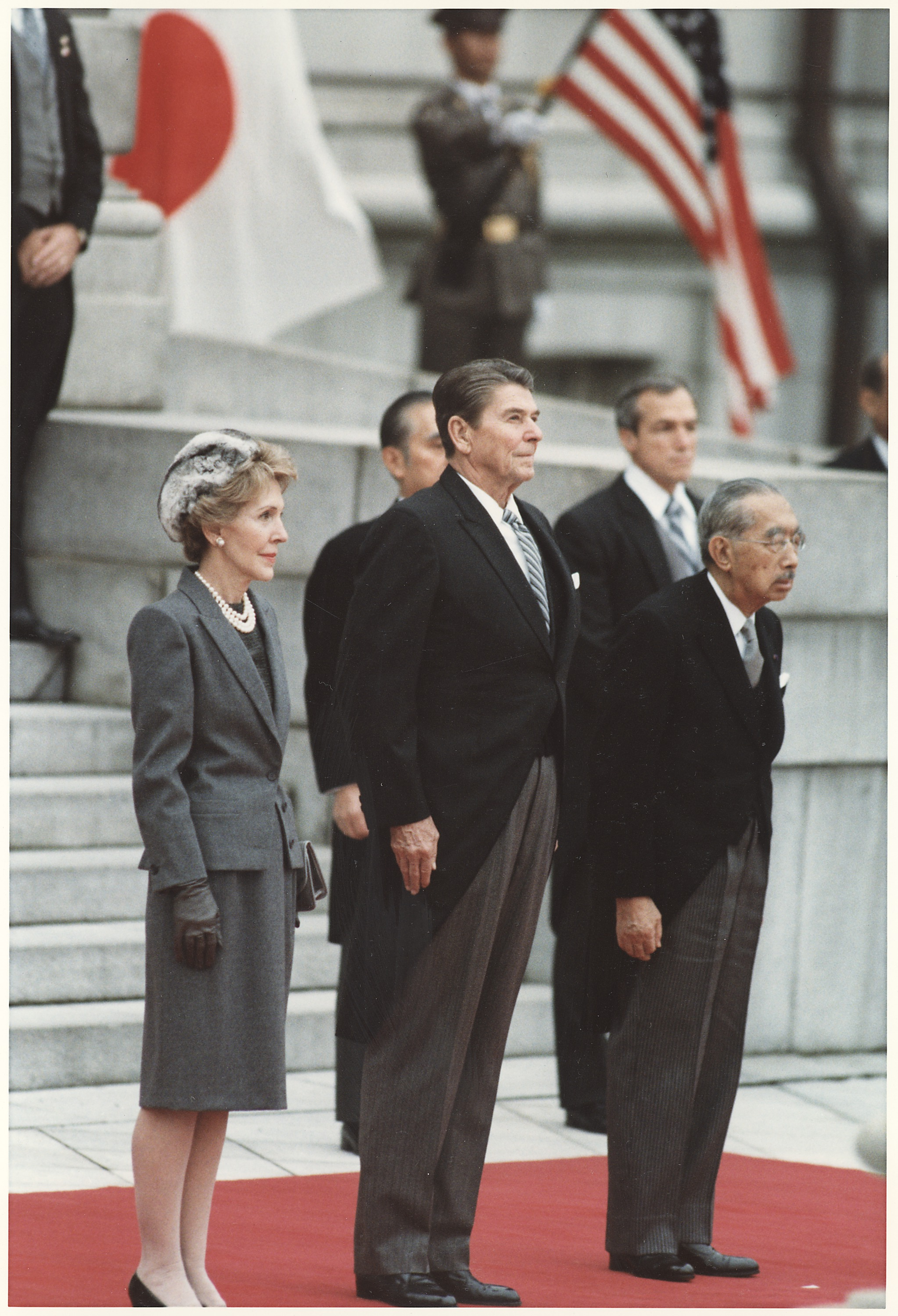
裕仁与里根（1983年）

1987年9月22日，昭和天皇在消化系统问题持续数月之后接受胰脏手术，其后被诊断出十二指肠癌。次年8月15日，静养中的昭和天皇被日本陆上自卫队的一架直升机从那须御用邸送至日本武道館出席1988年全国战殁者追悼式，这也是昭和天皇最后一次出席全国战殁者追悼式。9月19日，昭和天皇在吹上御所吐血，此后病情持续恶化且須不断输血，皇太子明仁也在此期间摄政。日本社会亦开始“自肃”，停止公共娱乐活动或缩减娱乐活动的规模，甚至有人担心当年的第39届NHK红白歌合战能否举行（但最终仍如期举办）。日本放送協會等媒体亦持续报道天皇病情。截至1988年12月，昭和天皇为当时世界上在位时间最长的君主。
1989年1月7日早6时33分，昭和天皇于吹上御所驾崩，享年87岁，結束了長達62年的在位时期。这一消息于当天早晨7时55分由宫内厅长官藤森昭一宣布，NHK随后于当天早晨7时57分播出黑底白字的“天皇陛下崩御”静态字卡。藤森亦公布了天皇患癌的详情，而宫内厅在公布天皇死讯前从未向外界透露天皇患癌一事。天皇驾崩后亦有数人殉死，其中1月7日当天，和歌山县一名87岁男子和茨城縣一名76岁的原海军少尉相继自殺。
天皇驾崩当天，日本政府决定1月7日及其后的6天内为各自治地方的哀悼期，2天内为民间哀悼期，内阁呼吁控制公共娱乐活动。NHK部分电视剧因此停播一周，如晨间剧《小纯的加油歌》，電視廣告亦在天皇驾崩后大规模停播。类似的临时停播情况亦发生于1995年阪神大地震期间和2011年日本东北地方太平洋近海地震期间。包括1988年度全国高等学校英式橄榄球大会在内的体育活动亦因此中止或延期举行。
驾崩不久的天皇在1月7日至1月31日的时间段内被称为大行天皇，而“昭和天皇”这一谥号于1月31日由眾議員海部俊樹公布。2月24日，昭和天皇的葬礼（大丧之礼）在新宿御苑举行。包括联合国秘书长德奎利亚尔、西班牙国王胡安·卡洛斯一世、瑞典国王卡尔十六世、比利时国王博杜安、汤加国王圖普四世、约旦国王侯赛因、文莱苏丹博尔基亚、不丹国王辛格·旺楚克、卢森堡大公让、美国总统老布什、法国总统密特朗、菲律宾总统柯拉蓉、印度尼西亚总统蘇哈托、丹麦亨里克亲王、英国菲利普亲王、泰国王储哇集拉隆功、中国外交部部长钱其琛等在内的各国代表出席了葬礼。昭和天皇于当天下午被葬在八王子市的武藏野陵，陪葬品达一百余件，其中包括昭和天皇生前采集的贝类标本、生前爱用的显微镜等。

## 军衔

### 日本军衔
- 1912年（大正元年）9月9日、陆海军少尉
- 1914年（大正3年）10月31日、陆海军中尉
- 1916年（大正5年）10月31日、陆海军大尉
- 1920年（大正9年）10月31日、陆海军少佐
- 1923年（大正12年）10月31日、陆海军中佐
- 1925年（大正14年）陆海军大佐
- 1926年（昭和元年）12月26日、陆海军大元帅

### 外国军衔
- 1921年（大正10年）5月9日 - 英国荣誉陸軍大将
- 1930年（昭和5年）6月26日 - 英国陸軍元帥

## 家族成員列表
大正十三年（1924年）與久邇宮邦彥王長女良子女王（香淳皇后）結婚，育有2男5女。
- 父：大正天皇
- 母：貞明皇后
- 皇后：香淳皇后
- 子女：

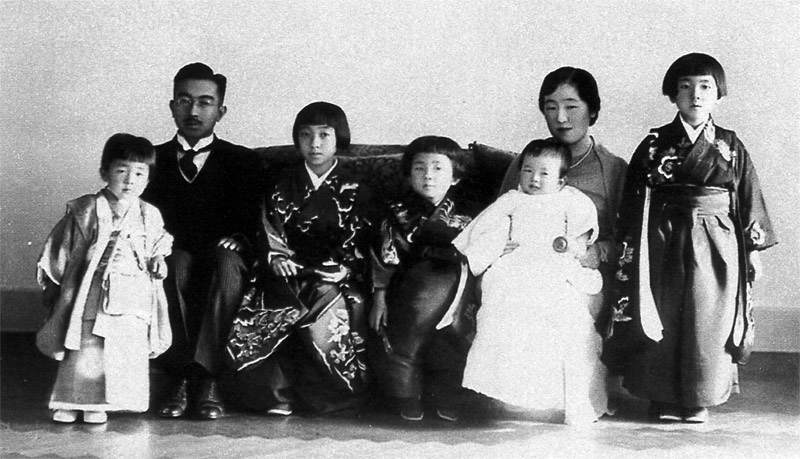
1936年的昭和天皇夫婦一家的合照

  - 照宮成子內親王（1925年－1961年），盛厚王妃。
  - 久宮祐子內親王（1927年－1928年），夭折。
  - 孝宮和子內親王（1929年－1989年），鷹司平通（日语：鷹司平通）夫人。
  - 順宮厚子內親王（1931年－），池田隆政（日语：池田隆政）夫人。
  - 繼宮明仁親王（1933年－），125代天皇。
  - 義宮正仁親王（1935年－），常陸宮當主。
  - 清宮貴子內親王（1939年－），島津久永（日语：島津久永）夫人。

| \| \| \| \| \| \| \| \| \| \| \| \| \| \| \| \| \| \| \| \| 高祖父：仁孝天皇 \| \| \| \| \| \| \| \| \| \| \| \| \| \| \| \| \| \| \| \| \| \| \| \| \| \| \| \| \| \| \| \| \| \| \| \| \| \| \| \| \| \| \| \| \| \| \| \| \| \| \| \| \| \| 曾祖父：孝明天皇 \| \| \| \| \| \| \| \| \| \| \| \| \| \| \| \| \| \| \| \| \| \| \| \| \| \| \| \| \| \| \| \| \| \| \| \| \| \| \| \| \| \| \| \| \| \| \| \| \| \| \| \| \| \| 高祖母：正親町雅子 \| \| \| \| \| \| \| \| \| \| \| \| \| \| \| \| \| \| \| \| \| \| \| \| \| \| \| \| \| \| \| \| \| \| \| \| \| \| \| \| \| \| \| \| \| \| \| \| \| \| \| \| \| \| 祖父：明治天皇 \| \| \| \| \| \| \| \| \| \| \| \| \| \| \| \| \| \| \| \| \| \| \| \| \| \| \| \| \| \| \| \| \| \| \| \| \| \| \| \| \| \| \| \| \| \| \| \| \| \| \| \| \| \| 外高祖父：中山忠能 \| \| \| \| \| \| \| \| \| \| \| \| \| \| \| \| \| \| \| \| \| \| \| \| \| \| \| \| \| \| \| \| \| \| \| \| \| \| \| \| \| \| \| \| \| \| \| \| \| \| \| \| \| \| 曾祖母：中山慶子 \| \| \| \| \| \| \| \| \| \| \| \| \| \| \| \| \| \| \| \| \| \| \| \| \| \| \| \| \| \| \| \| \| \| \| \| \| \| \| \| \| \| \| \| \| \| \| \| \| \| \| \| \| \| 外高祖母：中山愛子 \| \| \| \| \| \| \| \| \| \| \| \| \| \| \| \| \| \| \| \| \| \| \| \| \| \| \| \| \| \| \| \| \| \| \| \| \| \| \| \| \| \| \| \| \| \| \| \| \| \| \| \| \| \| 父：大正天皇 \| \| \| \| \| \| \| \| \| \| \| \| \| \| \| \| \| \| \| \| \| \| \| \| \| \| \| \| \| \| \| \| \| \| \| \| \| \| \| \| \| \| \| \| \| \| \| \| \| \| \| \| \| \| 外高祖父：柳原隆光 \| \| \| \| \| \| \| \| \| \| \| \| \| \| \| \| \| \| \| \| \| \| \| \| \| \| \| \| \| \| \| \| \| \| \| \| \| \| \| \| \| \| \| \| \| \| \| \| \| \| \| \| \| \| 外曾祖父：柳原光愛 \| \| \| \| \| \| \| \| \| \| \| \| \| \| \| \| \| \| \| \| \| \| \| \| \| \| \| \| \| \| \| \| \| \| \| \| \| \| \| \| \| \| \| \| \| \| \| \| \| \| \| \| \| \| 外高祖母：正親町三条則子 \| \| \| \| \| \| \| \| \| \| \| \| \| \| \| \| \| \| \| \| \| \| \| \| \| \| \| \| \| \| \| \| \| \| \| \| \| \| \| \| \| \| \| \| \| \| \| \| \| \| \| \| \| \| 祖母：柳原愛子 \| \| \| \| \| \| \| \| \| \| \| \| \| \| \| \| \| \| \| \| \| \| \| \| \| \| \| \| \| \| \| \| \| \| \| \| \| \| \| \| \| \| \| \| \| \| \| \| \| \| \| \| \| \| 外高祖父：長谷川雪顕 \| \| \| \| \| \| \| \| \| \| \| \| \| \| \| \| \| \| \| \| \| \| \| \| \| \| \| \| \| \| \| \| \| \| \| \| \| \| \| \| \| \| \| \| \| \| \| \| \| \| \| \| \| \| 外曾祖母：長谷川歌野 \| \| \| \| \| \| \| \| \| \| \| \| \| \| \| \| \| \| \| \| \| \| \| \| \| \| \| \| \| \| \| \| \| \| \| \| \| \| \| \| \| \| \| \| \| \| \| \| \| \| \| \| \| \| 昭和天皇 \| \| \| \| \| \| \| \| \| \| \| \| \| \| \| \| \| \| \| \| \| \| \| \| \| \| \| \| \| \| \| \| \| \| \| \| \| \| \| \| \| \| \| \| \| \| \| \| \| \| \| \| \| \| 外高祖父：二条治孝 \| \| \| \| \| \| \| \| \| \| \| \| \| \| \| \| \| \| \| \| \| \| \| \| \| \| \| \| \| \| \| \| \| \| \| \| \| \| \| \| \| \| \| \| \| \| \| \| \| \| \| \| \| \| 外曾祖父：九条尚忠 \| \| \| \| \| \| \| \| \| \| \| \| \| \| \| \| \| \| \| \| \| \| \| \| \| \| \| \| \| \| \| \| \| \| \| \| \| \| \| \| \| \| \| \| \| \| \| \| \| \| \| \| \| \| 外高祖母：樋口信子 \| \| \| \| \| \| \| \| \| \| \| \| \| \| \| \| \| \| \| \| \| \| \| \| \| \| \| \| \| \| \| \| \| \| \| \| \| \| \| \| \| \| \| \| \| \| \| \| \| \| \| \| \| \| 外祖父：九条道孝 \| \| \| \| \| \| \| \| \| \| \| \| \| \| \| \| \| \| \| \| \| \| \| \| \| \| \| \| \| \| \| \| \| \| \| \| \| \| \| \| \| \| \| \| \| \| \| \| \| \| \| \| \| \| 外高祖父：松梅院禅泰 \| \| \| \| \| \| \| \| \| \| \| \| \| \| \| \| \| \| \| \| \| \| \| \| \| \| \| \| \| \| \| \| \| \| \| \| \| \| \| \| \| \| \| \| \| \| \| \| \| \| \| \| \| \| 外曾祖母：唐橋姪子 \| \| \| \| \| \| \| \| \| \| \| \| \| \| \| \| \| \| \| \| \| \| \| \| \| \| \| \| \| \| \| \| \| \| \| \| \| \| \| \| \| \| \| \| \| \| \| \| \| \| \| \| \| \| 母：貞明皇后 \| \| \| \| \| \| \| \| \| \| \| \| \| \| \| \| \| \| \| \| \| \| \| \| \| \| \| \| \| \| \| \| \| \| \| \| \| \| \| \| \| \| \| \| \| \| \| \| \| \| \| \| \| \| 外曾祖父：野間頼興 \| \| \| \| \| \| \| \| \| \| \| \| \| \| \| \| \| \| \| \| \| \| \| \| \| \| \| \| \| \| \| \| \| \| \| \| \| \| \| \| \| \| \| \| \| \| \| \| \| \| \| \| \| \| 外祖母：野間幾子 \| \| \| \| \| \| \| \| \| \| \| \| \| \| \| \| \| \| \| \| \| \| \| \| \| \| \| \| \| \| \| \| \| \| \| \| \| \| \| \| \| \| \| \| \| \| \| \| \| \| \| \| |                          |  |  |  |  |  |  |  |  |  |  |  |  |  |  |  |
| |                          |  |  |  |  |  |  |  |  |  |  |  |  |  |  |  |
| | 高祖父：仁孝天皇         |  |  |  |  |  |  |  |  |  |  |  |  |  |  |  |
| |                          |  |  |  |  |  |  |  |  |  |  |  |  |  |  |  |
| |                          |  |  |  |  |  |  |  |  |  |  |  |  |  |  |  |
| | 曾祖父：孝明天皇         |  |  |  |  |  |  |  |  |  |  |  |  |  |  |  |
| |                          |  |  |  |  |  |  |  |  |  |  |  |  |  |  |  |
| |                          |  |  |  |  |  |  |  |  |  |  |  |  |  |  |  |
| | 高祖母：正親町雅子       |  |  |  |  |  |  |  |  |  |  |  |  |  |  |  |
| |                          |  |  |  |  |  |  |  |  |  |  |  |  |  |  |  |
| |                          |  |  |  |  |  |  |  |  |  |  |  |  |  |  |  |
| | 祖父：明治天皇           |  |  |  |  |  |  |  |  |  |  |  |  |  |  |  |
| |                          |  |  |  |  |  |  |  |  |  |  |  |  |  |  |  |
| |                          |  |  |  |  |  |  |  |  |  |  |  |  |  |  |  |
| | 外高祖父：中山忠能       |  |  |  |  |  |  |  |  |  |  |  |  |  |  |  |
| |                          |  |  |  |  |  |  |  |  |  |  |  |  |  |  |  |
| |                          |  |  |  |  |  |  |  |  |  |  |  |  |  |  |  |
| | 曾祖母：中山慶子         |  |  |  |  |  |  |  |  |  |  |  |  |  |  |  |
| |                          |  |  |  |  |  |  |  |  |  |  |  |  |  |  |  |
| |                          |  |  |  |  |  |  |  |  |  |  |  |  |  |  |  |
| | 外高祖母：中山愛子       |  |  |  |  |  |  |  |  |  |  |  |  |  |  |  |
| |                          |  |  |  |  |  |  |  |  |  |  |  |  |  |  |  |
| |                          |  |  |  |  |  |  |  |  |  |  |  |  |  |  |  |
| | 父：大正天皇             |  |  |  |  |  |  |  |  |  |  |  |  |  |  |  |
| |                          |  |  |  |  |  |  |  |  |  |  |  |  |  |  |  |
| |                          |  |  |  |  |  |  |  |  |  |  |  |  |  |  |  |
| | 外高祖父：柳原隆光       |  |  |  |  |  |  |  |  |  |  |  |  |  |  |  |
| |                          |  |  |  |  |  |  |  |  |  |  |  |  |  |  |  |
| |                          |  |  |  |  |  |  |  |  |  |  |  |  |  |  |  |
| | 外曾祖父：柳原光愛       |  |  |  |  |  |  |  |  |  |  |  |  |  |  |  |
| |                          |  |  |  |  |  |  |  |  |  |  |  |  |  |  |  |
| |                          |  |  |  |  |  |  |  |  |  |  |  |  |  |  |  |
| | 外高祖母：正親町三条則子 |  |  |  |  |  |  |  |  |  |  |  |  |  |  |  |
| |                          |  |  |  |  |  |  |  |  |  |  |  |  |  |  |  |
| |                          |  |  |  |  |  |  |  |  |  |  |  |  |  |  |  |
| | 祖母：柳原愛子           |  |  |  |  |  |  |  |  |  |  |  |  |  |  |  |
| |                          |  |  |  |  |  |  |  |  |  |  |  |  |  |  |  |
| |                          |  |  |  |  |  |  |  |  |  |  |  |  |  |  |  |
| | 外高祖父：長谷川雪顕     |  |  |  |  |  |  |  |  |  |  |  |  |  |  |  |
| |                          |  |  |  |  |  |  |  |  |  |  |  |  |  |  |  |
| |                          |  |  |  |  |  |  |  |  |  |  |  |  |  |  |  |
| | 外曾祖母：長谷川歌野     |  |  |  |  |  |  |  |  |  |  |  |  |  |  |  |
| |                          |  |  |  |  |  |  |  |  |  |  |  |  |  |  |  |
| |                          |  |  |  |  |  |  |  |  |  |  |  |  |  |  |  |
| | 昭和天皇                 |  |  |  |  |  |  |  |  |  |  |  |  |  |  |  |
| |                          |  |  |  |  |  |  |  |  |  |  |  |  |  |  |  |
| |                          |  |  |  |  |  |  |  |  |  |  |  |  |  |  |  |
| | 外高祖父：二条治孝       |  |  |  |  |  |  |  |  |  |  |  |  |  |  |  |
| |                          |  |  |  |  |  |  |  |  |  |  |  |  |  |  |  |
| |                          |  |  |  |  |  |  |  |  |  |  |  |  |  |  |  |
| | 外曾祖父：九条尚忠       |  |  |  |  |  |  |  |  |  |  |  |  |  |  |  |
| |                          |  |  |  |  |  |  |  |  |  |  |  |  |  |  |  |
| |                          |  |  |  |  |  |  |  |  |  |  |  |  |  |  |  |
| | 外高祖母：樋口信子       |  |  |  |  |  |  |  |  |  |  |  |  |  |  |  |
| |                          |  |  |  |  |  |  |  |  |  |  |  |  |  |  |  |
| |                          |  |  |  |  |  |  |  |  |  |  |  |  |  |  |  |
| | 外祖父：九条道孝         |  |  |  |  |  |  |  |  |  |  |  |  |  |  |  |
| |                          |  |  |  |  |  |  |  |  |  |  |  |  |  |  |  |
| |                          |  |  |  |  |  |  |  |  |  |  |  |  |  |  |  |
| | 外高祖父：松梅院禅泰     |  |  |  |  |  |  |  |  |  |  |  |  |  |  |  |
| |                          |  |  |  |  |  |  |  |  |  |  |  |  |  |  |  |
| |                          |  |  |  |  |  |  |  |  |  |  |  |  |  |  |  |
| | 外曾祖母：唐橋姪子       |  |  |  |  |  |  |  |  |  |  |  |  |  |  |  |
| |                          |  |  |  |  |  |  |  |  |  |  |  |  |  |  |  |
| |                          |  |  |  |  |  |  |  |  |  |  |  |  |  |  |  |
| | 母：貞明皇后             |  |  |  |  |  |  |  |  |  |  |  |  |  |  |  |
| |                          |  |  |  |  |  |  |  |  |  |  |  |  |  |  |  |
| |                          |  |  |  |  |  |  |  |  |  |  |  |  |  |  |  |
| | 外曾祖父：野間頼興       |  |  |  |  |  |  |  |  |  |  |  |  |  |  |  |
| |                          |  |  |  |  |  |  |  |  |  |  |  |  |  |  |  |
| |                          |  |  |  |  |  |  |  |  |  |  |  |  |  |  |  |
| | 外祖母：野間幾子         |  |  |  |  |  |  |  |  |  |  |  |  |  |  |  |
| |                          |  |  |  |  |  |  |  |  |  |  |  |  |  |  |  |
| |                          |  |  |  |  |  |  |  |  |  |  |  |  |  |  |  |

|  |  | (122)明治天皇 | (122)明治天皇 | (122)明治天皇 | (122)明治天皇 | (122)明治天皇 | (122)明治天皇 |  |  | (123)大正天皇 | (123)大正天皇 | (123)大正天皇 | (123)大正天皇 | (123)大正天皇 | (123)大正天皇 |  |  | (124)昭和天皇      | (124)昭和天皇      | (124)昭和天皇      | (124)昭和天皇      | (124)昭和天皇      | (124)昭和天皇      |  |  | (125)上皇（明仁）  | (125)上皇（明仁）  | (125)上皇（明仁）  | (125)上皇（明仁）  | (125)上皇（明仁）  | (125)上皇（明仁）  |  |  | (126)今上天皇（德仁）  | (126)今上天皇（德仁）  | (126)今上天皇（德仁）  | (126)今上天皇（德仁）  | (126)今上天皇（德仁）  | (126)今上天皇（德仁）  |  |  |          |          |          |          |          |          |  |  |
|  |  | (122)明治天皇 | (122)明治天皇 | (122)明治天皇 | (122)明治天皇 | (122)明治天皇 | (122)明治天皇 |  |  | (123)大正天皇 | (123)大正天皇 | (123)大正天皇 | (123)大正天皇 | (123)大正天皇 | (123)大正天皇 |  |  | (124)昭和天皇      | (124)昭和天皇      | (124)昭和天皇      | (124)昭和天皇      | (124)昭和天皇      | (124)昭和天皇      |  |  | (125)上皇（明仁）  | (125)上皇（明仁）  | (125)上皇（明仁）  | (125)上皇（明仁）  | (125)上皇（明仁）  | (125)上皇（明仁）  |  |  | (126)今上天皇（德仁）  | (126)今上天皇（德仁）  | (126)今上天皇（德仁）  | (126)今上天皇（德仁）  | (126)今上天皇（德仁）  | (126)今上天皇（德仁）  |  |  |          |          |          |          |          |          |  |  |
|  |  |               |               |               |               |               |               |  |  |               |               |               |               |               |               |  |  |                    |                    |                    |                    |                    |                    |  |  |                    |                    |                    |                    |                    |                    |  |  |                        |                        |                        |                        |                        |                        |  |  |          |          |          |          |          |          |  |  |
|  |  |               |               |               |               |               |               |  |  |               |               |               |               |               |               |  |  | （秩父宮）雍仁親王 | （秩父宮）雍仁親王 | （秩父宮）雍仁親王 | （秩父宮）雍仁親王 | （秩父宮）雍仁親王 | （秩父宮）雍仁親王 |  |  | （常陸宮）正仁親王 | （常陸宮）正仁親王 | （常陸宮）正仁親王 | （常陸宮）正仁親王 | （常陸宮）正仁親王 | （常陸宮）正仁親王 |  |  | （秋篠宮）皇嗣文仁親王 | （秋篠宮）皇嗣文仁親王 | （秋篠宮）皇嗣文仁親王 | （秋篠宮）皇嗣文仁親王 | （秋篠宮）皇嗣文仁親王 | （秋篠宮）皇嗣文仁親王 |  |  | 悠仁親王 | 悠仁親王 | 悠仁親王 | 悠仁親王 | 悠仁親王 | 悠仁親王 |  |  |
|  |  |               |               |               |               |               |               |  |  |               |               |               |               |               |               |  |  | （秩父宮）雍仁親王 | （秩父宮）雍仁親王 | （秩父宮）雍仁親王 | （秩父宮）雍仁親王 | （秩父宮）雍仁親王 | （秩父宮）雍仁親王 |  |  | （常陸宮）正仁親王 | （常陸宮）正仁親王 | （常陸宮）正仁親王 | （常陸宮）正仁親王 | （常陸宮）正仁親王 | （常陸宮）正仁親王 |  |  | （秋篠宮）皇嗣文仁親王 | （秋篠宮）皇嗣文仁親王 | （秋篠宮）皇嗣文仁親王 | （秋篠宮）皇嗣文仁親王 | （秋篠宮）皇嗣文仁親王 | （秋篠宮）皇嗣文仁親王 |  |  | 悠仁親王 | 悠仁親王 | 悠仁親王 | 悠仁親王 | 悠仁親王 | 悠仁親王 |  |  |
|  |  |               |               |               |               |               |               |  |  |               |               |               |               |               |               |  |  |                    |                    |                    |                    |                    |                    |  |  |                    |                    |                    |                    |                    |                    |  |  |                        |                        |                        |                        |                        |                        |  |  |          |          |          |          |          |          |  |  |
|  |  |               |               |               |               |               |               |  |  |               |               |               |               |               |               |  |  | （高松宮）宣仁親王 | （高松宮）宣仁親王 | （高松宮）宣仁親王 | （高松宮）宣仁親王 | （高松宮）宣仁親王 | （高松宮）宣仁親王 |  |  | 寬仁親王           | 寬仁親王           | 寬仁親王           | 寬仁親王           | 寬仁親王           | 寬仁親王           |  |  |                        |                        |                        |                        |                        |                        |  |  |          |          |          |          |          |          |  |  |
|  |  |               |               |               |               |               |               |  |  |               |               |               |               |               |               |  |  | （高松宮）宣仁親王 | （高松宮）宣仁親王 | （高松宮）宣仁親王 | （高松宮）宣仁親王 | （高松宮）宣仁親王 | （高松宮）宣仁親王 |  |  | 寬仁親王           | 寬仁親王           | 寬仁親王           | 寬仁親王           | 寬仁親王           | 寬仁親王           |  |  |                        |                        |                        |                        |                        |                        |  |  |          |          |          |          |          |          |  |  |
|  |  |               |               |               |               |               |               |  |  |               |               |               |               |               |               |  |  |                    |                    |                    |                    |                    |                    |  |  |                    |                    |                    |                    |                    |                    |  |  |                        |                        |                        |                        |                        |                        |  |  |          |          |          |          |          |          |  |  |
|  |  |               |               |               |               |               |               |  |  |               |               |               |               |               |               |  |  | （三笠宮）崇仁親王 | （三笠宮）崇仁親王 | （三笠宮）崇仁親王 | （三笠宮）崇仁親王 | （三笠宮）崇仁親王 | （三笠宮）崇仁親王 |  |  | （桂宮）宜仁親王   | （桂宮）宜仁親王   | （桂宮）宜仁親王   | （桂宮）宜仁親王   | （桂宮）宜仁親王   | （桂宮）宜仁親王   |  |  |                        |                        |                        |                        |                        |                        |  |  |          |          |          |          |          |          |  |  |
|  |  |               |               |               |               |               |               |  |  |               |               |               |               |               |               |  |  | （三笠宮）崇仁親王 | （三笠宮）崇仁親王 | （三笠宮）崇仁親王 | （三笠宮）崇仁親王 | （三笠宮）崇仁親王 | （三笠宮）崇仁親王 |  |  | （桂宮）宜仁親王   | （桂宮）宜仁親王   | （桂宮）宜仁親王   | （桂宮）宜仁親王   | （桂宮）宜仁親王   | （桂宮）宜仁親王   |  |  |                        |                        |                        |                        |                        |                        |  |  |          |          |          |          |          |          |  |  |
|  |  |               |               |               |               |               |               |  |  |               |               |               |               |               |               |  |  |                    |                    |                    |                    |                    |                    |  |  |                    |                    |                    |                    |                    |                    |  |  |                        |                        |                        |                        |                        |                        |  |  |          |          |          |          |          |          |  |  |
|  |  |               |               |               |               |               |               |  |  |               |               |               |               |               |               |  |  |                    |                    |                    |                    |                    |                    |  |  | （高圓宮）憲仁親王 |                    |                    |                    |                    |                    |  |  |                        |                        |                        |                        |                        |                        |  |  |          |          |          |          |          |          |  |  |
|  |  |               |               |               |               |               |               |  |  |               |               |               |               |               |               |  |  |                    |                    |                    |                    |                    |                    |  |  |                    |                    |                    |                    |                    |                    |  |  |                        |                        |                        |                        |                        |                        |  |  |          |          |          |          |          |          |  |  |

## 昭和天皇参拜靖国神社
1952年至1975年，昭和天皇曾八度參拜靖國神社:551。1978年，靖國神社合祀甲級戰犯之後，就不再去參拜。日本經濟新聞報導（2006年7月20日）從前宮內廳長官富田朝彥的遺物筆記中發現，昭和天皇曾向富田表示，他因為對合祀作法不悅，因此停止參拜。
前宮內廳長官富田朝彥遺物中發現二十多本筆記留有昭和天皇語錄，其中1988年4月28日即昭和天皇逝世前一年的筆記中，記載有關昭和對靖國神社看法。
昭和天皇當時曾說「靖國神社的筑波宮司（祭司）處理合祀問題很慎重，但是換上松平慶民宮內大臣長子松平永芳擔任宮司之後，他完全不了解他父親愛好和平的想法，隨即決定合祀，所以從那之後就不再去靖國參拜，那是我的信念」。
筆記中也記載昭和天皇於當年4月29日的生日記者會上被詢問到對大戰看法，昭和說怎麼說大戰都是最不好回憶。會後昭和對富田表示自己在被問到對戰爭感想時一心想表現出厭惡戰爭的心情。
資料統計，在戰爭時期昭和天皇18次參拜靖國神社。1944年4月25日，昭和天皇身穿軍服率領東條英機等人前往靖國神社，軍部將領列隊迎接。

## 战争责任

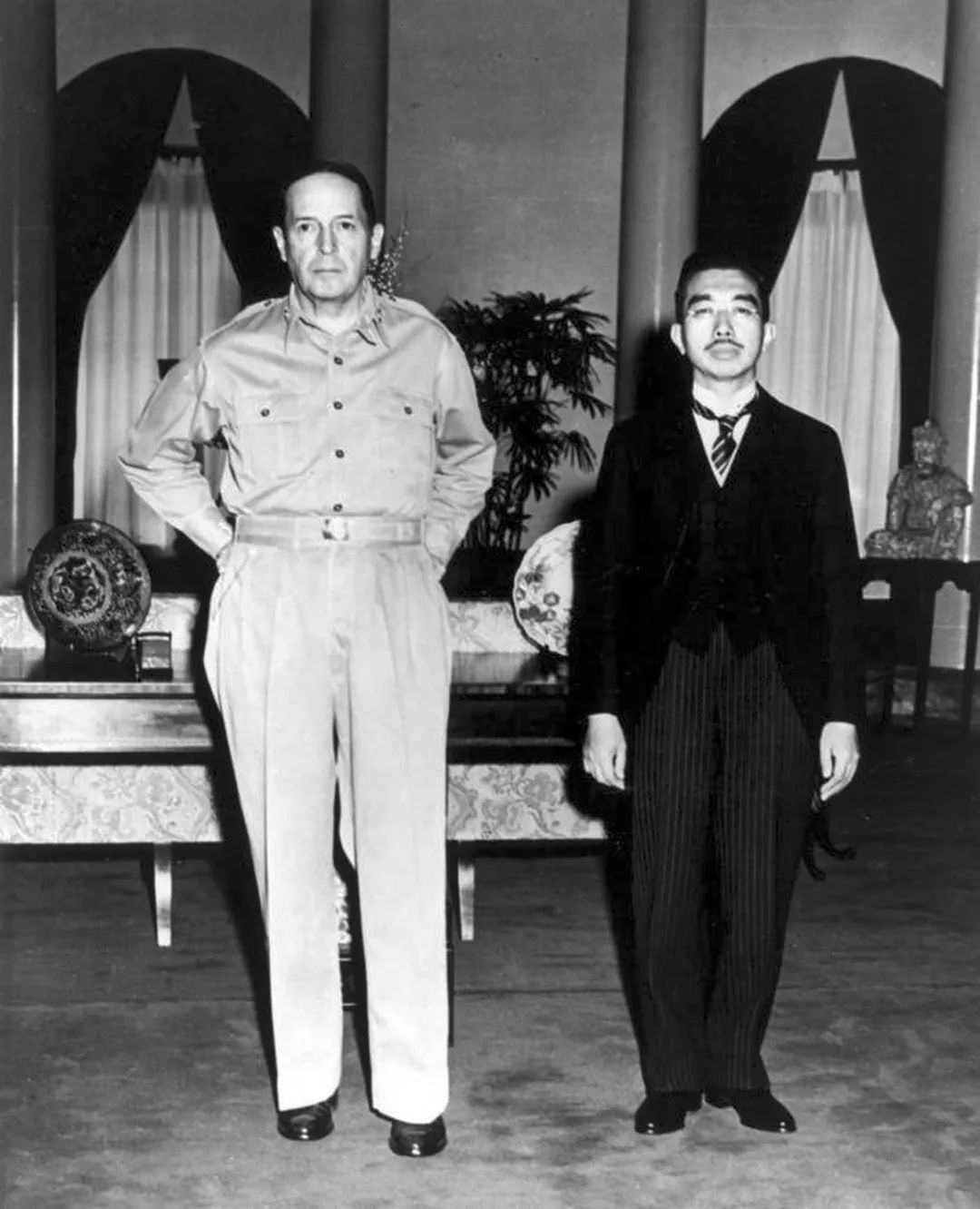
裕仁會見麦克阿瑟，1945年

昭和天皇在位63年，是日本信史以来，在位時期最長、更是经历過大动乱與大变化时期的日本天皇。關於昭和天皇的争议很多，有人认为他是日本加入第二次世界大戰罪魁禍首，或者至少是投機心態並袖手旁觀之一，也有人认为他并无实权，只是日本軍傀儡，並且受到當時世界局勢影響，加上日本的擴張思想中有與歐洲人不同的反殖民與解放的成分，而對戰爭實際狀態認識並不全面等主張，仍有很多不同觀點的研究存在。
由於東條英機受東京審判，許多人認為罪魁禍首是東條英機，東條在二二六事件之後以當時當權軍閥統制派的最高精神領袖身分控制日本軍部及內閣，不時以發動倒閣或政變的方法促使不符合軍方利益的政府下臺，最後乾脆親自出馬擔任日本內閣總理大臣，任期3年，是戰爭期間在位最長且兼職最多的首相，另一名被遠東國際審判法庭列為甲級戰犯名單之列的近衞文麿（1937、1940、1941三年任內閣總理大臣，最後因為對美國主和而被主戰的東條取代），被逮捕以前已在1945年12月16日在自宅住家中服毒（氰化钾）自盡，因此未被受審。而日軍早在1931年九一八事變開始，侵略時間長達14年，然發動九一八事變的時任朝鮮軍司令官，第33任首相林銑十郎已經歿于1943年，也無法被起訴。

### 須負戰爭責任的說法
天皇權力來自大日本帝國憲法（又稱明治憲法），憲法第一條規定：「大日本帝國由萬世一系的天皇統治之。」明治憲法係基於天皇主權原理，由天皇總攬立法、司法、行政之統治權。此外，行政各部官制、陆海军的統帥、宣戰的公布、條約的締結等權利名義上屬於天皇。
明治天皇當權時期建立親任官制度就是為了鞏固天皇的統治權，明治憲法下高層文官武將，皆由天皇經親任式任命：文官如內閣總理大臣、樞密院議長、樞密院副議長、內大臣、國務大臣、特命全權大使、大審院長、檢事總長、行政裁判所長官、朝鮮總督、台灣總督等；武官如陸軍大將、海軍大將、參謀總長、軍令部總長、總軍總司令官、軍司令官、侍從武官長、東京警備司令官、聯合艦隊司令長官、艦隊司令長官……等；因此昭和天皇名義上也擁有人事權。
自九一八事變以來到二戰結束共23位皇族親王擔任皇軍高級將領，如伏見宮博恭王（元帥；海軍大將、海軍軍令部部長）、梨本宮守正王（元帥；陸軍大將）、閑院宮載仁親王（元帥；陸軍大將、參謀總長）、朝香宮鳩彥王（陸軍大將、上海派遣軍司令）、東久邇宮稔彥王（陸軍大將、一號作戰計劃北路日軍司令）、賀陽宮恆憲王（陸軍中將）、秩父宮雍仁親王（陸軍少將）、閑院宮春仁王（陸軍少將）、伏見宮博義王（海軍大佐、第三驅逐隊司令）、高松宮宣仁親王（海軍大佐）、竹田宮恆德王（陸軍中佐）、三笠宮崇仁親王（陸軍少佐）等等，諸位親王的軍銜都是裕仁天皇親自授予的，他們是皇軍指揮官，都在權力核心。此外，東條上一任首相近衛文麿是後陽成天皇12世孫，宮廷貴族五攝家之一，擁有公爵爵位，當過貴族院議長和三任首相，作為天皇傳統家臣已經有700多年歷史；其家世背景無疑是天皇親信，天皇既然能讓自己的皇族親信在國會、軍部擔任要職，那麼包括東條英機等鷹派人士的權位自然是天皇授予的。
九一八事變是軍部沒有取得天皇事先同意進行，一度引起日本國會反彈，11月5日，參謀總長從天皇那裏得到參謀總長可以決定和命令有關關東軍作戰行動部分權限委任，便利用這一委任命令權，把進攻錦州部隊於11月28日退回遼河以南。同年12月28日，關東軍事先得到天皇和參謀本部同意，再度發起錦州戰役。1932年1月3日，占領錦州。1月8日，裕仁天皇對關東軍侵占東三省大片土地的“功績”進行表彰：「曩者滿洲事變勃發，關東軍將士基於自衛之必要，果斷神速，以寡克眾，迅速完成芟伐，此後，凌艱苦，冒祁寒，蕩伐各地蜂起之匪賊，完成警備任務，或在嫩江、齊齊哈爾地方，或在遼西、錦州地方，冒冰雪，勇戰力鬥，拔除禍根，宣揚皇軍威武於中外。朕深嘉獎其忠烈。爾將士等其各堅忍自重，以確立東亞和平之基礎，有厚望焉。」
日本著名歷史學家井上清在其所著《天皇的戰爭責任》一書，對天皇發表嘉獎敕語解讀：這一敕語清楚地表明：裕仁的軍隊不管是擅自發動侵略戰爭也罷，擅自擴大戰爭也罷，只要取得成功，他就認為是應加讚賞的。原本國會抨擊軍部擅自進兵，卻因為發動戰爭的民氣高漲作罷。
1932年，上海發生128事變，日軍向閘北一帶中國駐軍發起進攻，駐防閘北的蔡廷鍇將軍頑強抵抗，導致日軍進攻失敗。裕仁天皇趁機于2月2日任命皇后的堂兄伏見宮博恭王為海軍軍令部總長。陸軍參謀總長由伏見宮的祖叔閑院宮載仁親王擔任，至此，陸海兩軍作戰事宜完全控制在皇室成員手中。此後激戰數日，日軍久攻不下，引起國際關注，日本政府擔憂西方列強干預，於是決定停戰防止事端擴大，天皇裕仁指示司令官白川義則道︰「在將中國第十九路軍從上海擊退之後，不要長追不捨，希望在3月3日國際聯盟大会召開之前能夠停戰。」戰後天皇裕仁同近臣談到上海事變時誇耀道︰「3月3日實現了停火。但這並不是依據參謀本部的命令，而是因為我已特地命令白川不得擴大事端。」
證明天皇對戰爭名義上具有否決權。
1933年2月4日，陸軍參謀總長閑院宮載仁親王上奏提出作戰計畫，獲裕仁天皇批准。關東軍重啟戰端，出兵熱河，3月24日，關東軍副參謀長岡村寧次奉命回國向天皇報告熱河作戰情況。據岡村寧次回憶，天皇陛下“頗為熱心地聽取了我的上奏”。戰事持續到5月31日簽定塘沽協定才暫時中止。「事實上，日本天皇裕仁早在1935年就指令參謀本部策劃這場戰爭。1936年3月，即戰爭爆發前一年多之前，裕仁審核了已制定的計劃。該計劃，非常周密，甚至指出了將如何在盧溝橋畔尋衅。」。
1937年7月7日爆發七七事變，根據支那事變畫報創刊號報導，參謀總長閑院宮載仁親王於7月11日下午7點35分再度赴葉山皇室離宮，就有關北支事變（七七事變）統帥事宜向天皇呈奏。同日8點44分抵達逗子車站返回東京。
在日方在認為中日的作戰只是特殊行動的前提下，裕仁在1937年8月5日公然違反國際戰爭法規，命令軍隊對待中國俘虜不必遵守國際法。1937年11月，皇族成員朝香宮鳩彥王代替生病的松井石根擔任上海派遣軍司令，並指揮12月2日到6日攻打南京的戰役。朝香宮鳩彥王頒布了「殺掉全部俘獲人員」的命令，釀成了慘絕人寰的南京大屠殺。裕仁因攻克南京，對高級將領予以嘉勉，這之中不少人參與過屠殺暴行。1938年2月12日，朝香宮回國復命，裕仁就在皇宮接見並對他屠城“戰績”大加讚賞，特賜雕有日本皇室菊花紋徽銀質花瓶一對，以示褒獎且因“戰績”恢復朝香宮皇室身份。他的軍銜也因屠殺“有功”而被晉陞為大將。裕仁天皇還公開表揚谷壽夫等主事南京大屠殺領導幹部，據1940年2月11日日本大阪朝日新聞報導，谷壽夫、中島今朝吾、牛島滿、草場辰巳、佐佐木到一 等，因攻佔南京有功，獲得天皇恩賞綬勳。
戰爭時期，裕仁天皇以大日本帝國皇軍大元帥身分，坐鎮大本營，聽取戰報，批准軍部或指示軍部行動，由軍部立案，參謀總長向天皇上奏。經過「御説明」「御下問」「奉答」流程，最後由天皇裁可，發佈大陸命、大海令、大陸指、大海指等軍令指示皇軍作戰方向，這證明天皇在名義上擁有統帥權。
1937年7月，裕仁授權使用化學武器第一號令：「適當時候可以使用催淚彈」。1938年，日本開始使用毒瓦斯、毒氣、細菌武器等國際上禁止的「細菌戰」，造成中國大量無辜人員的傷害。而這些武器首先必須取得天皇的許可，才能由參謀總長發出指令。據統計僅武漢戰役中，日本大本營批准使用毒氣375次，1939年5月，裕仁簽發「大陸命301號」，批准在東北邊境開展化學武器試驗，1940年批准在中國使用細菌武器，一直到1942年。
根據《哈巴罗夫斯克战争罪审判》一書提到，在蘇聯伯力受審的關東軍戰犯，陸軍軍醫中將梶塚隆二供稱，731部隊是奉天皇敕令建立的。甚至皇室成員也參與計畫，包括天皇的弟弟秩父宮、三笠宮親王，以及他的叔叔東久邇宮稔彥王，其他皇室成員視察過瀋陽、長春、哈爾濱細菌戰實驗室。天皇表弟竹田恆德親王擔任關東軍首席主計官要職，掌握細菌部隊經費，並主管審批各支部訪問者，發通行證。當關東軍司令官參觀731實驗室時，竹田全程監護。哈里斯著作《死亡工廠》一書分析，裕仁天皇在1926年繼承皇位前就對化學戰和細菌戰表現強烈的興趣，他不但是知名的海洋生物學者，他很早就迷上了帶病真菌、桿菌和各種培養研究，裕仁相信科學是實用工具，必要的戰爭手段，這種手段包括化學戰和細菌戰。裕仁擔憂在戰場上對美軍使用生化武器會遭受更大報復，下令嚴禁對美軍使用生化武器，因此細菌戰只針對中國。
裕仁1938年年底簽發實施無人區作戰的第241號《大陸命》，日軍開始毀滅作戰役，並且愈演愈烈，1938年後持續五年空襲的重慶大轟炸、1940年後對解放區實行的「反掃蕩」、發展成“燒光、殺光、搶光”的“三光作戰”，目的是“加強對敵人的封鎖，摧毀敵人繼續戰鬥的意志”，甚至“讓敵人將來再也無法生存”。據估算，在這些作戰中被殺害的中國非武裝人員在240萬以上。

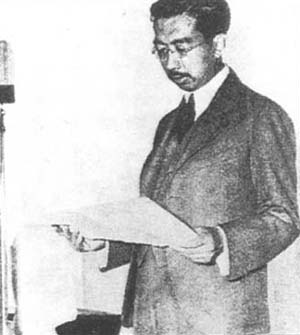
1946年（昭和21年）5月，裕仁天皇用廣播呼籲「克服糧食短缺問題」。

大日本帝國憲法第13條規定：天皇得以宣戰、媾和及締約。裕仁天皇也曾行使權力宣戰，珍珠港事變隔日裕仁頒布對美英兩國宣戰詔書，下令日軍全力進攻。
早在1941年7月2日御前會議通過的《伴隨形勢發展的帝國國策綱要》以及9月2日御前會議通過的《帝國國策遂行要領》，已經確定對英美開戰。而御前會議是指天皇、內閣總理大臣、國務大臣、軍部高層共同參與的會議。
1943年後期，盟軍逐步收復失土，日軍戰況失利，節節敗退；研究顯示軍部鼓勵軍民以自我犧牲的方式捍衛國土。例如塞班島戰役，島上軍民捨命頑抗，戰鬥至彈盡糧絕仍不投降，未戰死的軍民最後高呼「天皇陛下萬歲」跳崖。戰後，自殺地點因此被命名為萬歲崖。軍部大本營擔憂全軍覆沒會打擊士氣，於是美化宣傳殉國行為，打著「一億總玉碎」、「七生報國」的口號。
日本投降時尚有720萬兵力，他們在裕仁一聲令下迅速撤軍、棄械、繳械、交割佔領地和移交主權給盟軍，鮮少出現抗命的情形，由此足見天皇是日軍精神上的領導者。日本投降后，中国、英国、苏联、澳大利亚、新西兰等国都将裕仁列为日本头号戰犯。英国首相艾德礼、苏联人民委员会主席斯大林分别致电麦克阿瑟，要求严惩战争罪犯裕仁天皇，建议经公审后绞死。

### 不須負戰爭責任的說法
另外也有主張天皇不負戰爭責任的一派表示，按明治憲法，天皇是虛君。但在憲法解釋中，東京帝國大學教授穗積八束將第1條解釋為絕對君主制，認為國家是天皇私產，天皇就是國家主人，是神權君主。這種中世紀性質的思想為明治藩閥（薩摩藩、長州藩）所接受，因為只有這麼解釋，他們才能繞過國會，以天皇名義直接指定首相及內閣人選。明治初期，國家實權本身掌握在藩閥手中，天皇本人又能「成神」，明治天皇當然不會說什麼，明治時期，天皇除巡幸各地、簽字頒詔、御前會議象徵性拍板，幾乎沒有什麼實際作用。
天皇權力到了大正時期更加弱化，一來大正天皇本人能力的確有限；二來東大內部也出現了美濃部達吉祭出的「天皇機關說」，即是認為天皇只是國家最高機關，而不是國家本身；三來大正民主浪潮興起，民眾運動增多，桂太郎、寺內正毅等藩閥內閣相繼倒台，以立憲政友會的原敬、高橋是清等人為首，政黨內閣建立，進一步削弱了藩閥及軍方的勢力。
在二战前及二战中，日本军部并不受议会规制，尤其在1932年爆发的五一五事件中，犬养毅首相遭暗杀，宪政体制遭到了严重破坏后，这一军国主义的暴走倾向更为明显，加上由於1935年（昭和10年）帝国国会內部政党斗争，國際局勢惡化，政黨開始尋求軍部支持，軍部藉機反噬，成功推翻當時憲法學家美濃部達吉所提出的「天皇機關說」並壓倒所有此學說的支持者，排除了天皇机关说在学术界的地位，禁止在学校内传播教学，並大力宣傳「天皇主權說」，重新將昭和天皇放到了神的位置上，同年美濃部達吉被迫辭去貴族院議員職務。事實上昭和天皇本人是赞成机关说的，并且也对美浓部遭受打击一事非常关注，担心因此会侵犯学术自由。据说，昭和天皇曾向身边的本庄繁武官长说过：“如果将国家比喻成人体的话，那么天皇就是其大脑，将机关改用器官来表述，也并没有什么问题啊。”，该观点也曾经向教育总监真崎甚三郎表示过。对于国体明徴声明，天皇本人也表示了对军部的不信任，表示“不能安心”（《本庄繁日记》）。另外，昭和天皇也曾对铃木贯太郎侍从长说过以下这段话：
如果要讨论主权在君主还是国家，那倒还能理解。但对于机关说本身的正误进行评价，太荒唐了。相比君主主权说，我本人倒是更赞成国家主权说，毕竟日本这样的君国一体的国家无论哪种方式都差不多。……美浓部虽然发表了这样那样的观点，但他绝对不是不忠之人。如今，日本到底有几个像美浓部这样的人物？埋葬了这样的学者，我感到非常可惜
 — 《西园寺公与政局》
從這件事可以看出，天皇想堅持的東西很難堅持，對軍部有利的原則反而獲得支持，這本身就說明在天皇、軍部博弈中，天皇處於弱勢，雖然軍人一個個喊著為天皇而死，一個個都說完全支持天皇決定，但高層都有自己的小算盤，只把天皇當工具。
天皇本人名義上具有相當的權力，但他確實無法出面阻止。有觀點認為，即便實際上無法阻止，天皇也應當表面上做勢阻止。對此，有人認為這跟昭和天皇的性格有關。
首先裕仁平時不太愛表現，性格傾向較為內向。內閣與軍部產生歧見時，他不支持任何一方，而是讓兩方都去發揮；誰做得好，功勞歸屬自己，做得不好，自己受罰。這點從1931年九一八事變到1941年太平洋戰爭都是如此，這種不負責任的態度讓日本備受難堪。在1941年太平洋戰爭之前，日本內部的多數人其實都意識到開戰無利，但美國已經石油禁運，並要求日軍全面撤出中國，這就導致無人敢來下令制止，天皇本人也不發話，最終導致戰爭爆發。此外，在裕仁決定要向盟軍投降之後，日本軍部主戰派仍然不服，甚至企圖要發動一場名為宮城事件的政變佔領皇居奪走錄音盤阻止天皇投降，雖然此行動未遂告終，但仍由此可見軍部氣焰的囂張程度已經高過皇權，有時已經不是天皇能夠掌握的情況，他們得以因為天皇的意志與自己的想法相違就任意冒犯天皇，也可以由此推論先前天皇的地位只是軍部塑造且利用來整合、團結民心以達到自己發動戰爭目的的工具。
日本宮內廳近年也曾經發表官方正史「昭和天皇實錄」，書中指出二十世紀前半日本在亞洲各地發動血腥戰爭期間，在位的天皇裕仁曾批評軍部與美國輕率開戰將「自取滅亡」，也曾反對和德國合作，但對於日軍在中國南京的戰果，裕仁則是相當得意，不過他是否有知悉部下的行為以及獲得足夠的資訊還有疑問。有人認為裕仁在日本邁向第二次世界大戰上扮演關鍵角色，有人則認為他只是遭失控的軍國主義挾持的無助傀儡，這部史書的觀點大致上同情裕仁。但紐約時報對此指出，書中內容顯示，裕仁對日本軍部以他為名發動戰爭，很少試圖阻止。書中提到，1941年7月，裕仁得知海軍準備和美國開戰突襲珍珠港，他警告不要輕率發動「魯莽、自取滅亡的戰爭」，表示這會讓他「深感愧對皇室先祖」。
另一段提到1939年7月在日中爆發全面戰爭後，日本陸軍想和德國及意大利加強合作，裕仁則傾向與美國合作，因此曾當面斥責陸相板垣征四郎。不過，日本最後還是加入軸心國陣營，與德國、義大利結盟。在中日全面開戰初期，日軍一度在上海受阻。1937年日軍攻下南京，裕仁獲報戰果後感到滿意，曾要高層將領轉告官兵「對他們的勇氣與迅速拿下南京感到非常滿意」。書中詳細記載南京圍城戰，但並未提及南京大屠殺的細節。直到一兩年後，中國戰局再度膠著，裕仁才暗自大罵陸軍好戰的行為。
這部61冊的巨著，耗時24年編纂，花費日本納稅人2.3億日圓（約台幣6600萬元），但對這位二十世紀最具爭議性人物，書中披露的新史料卻不多。宮內廳表示，由於史料過多，因此編纂耗時，但紐時指出，外界都認為因日本國內對二戰諸多行為、裕仁該負的責任都沒有共識，才會讓這部處理敏感題材的史書拖延許久。
裕仁1989年逝世，享年87歲。戰後他到國外訪問時經常被抗議，被指責未能阻止戰爭，且經常在記者會上被問到有關戰爭的問題。書中還提到，1978年東京靖國神社暗中供奉十四名二戰日本甲級戰犯後，裕仁就不再前往參拜。已故前宮內廳長官富田朝彥的筆記中指出，裕仁拒絕參拜是因不滿靖國神社供奉甲級戰犯。

## 二戰後續各方態度
由於天皇在日本人心目中的地位如同神明，因此對於天皇可能遭到審判甚至處死之事當時在民間反對的聲浪非常大，不斷有陳情的信件寄到盟軍總部。
麦克阿瑟考虑到为了在远东扶植与蘇聯进行冷战的盟友，並且一个因审判处决天皇而陷入混乱的日本不利于美国的利益，而天皇制度能起到凝聚日本保守反共势力的作用，因此麦克阿瑟本人支持放弃追究天皇的战争责任，就此给当时的美国总统杜鲁门急电报告：
日本国民……对日本天皇崇敬备至，已达百餘年之久。在太平洋战争中，少数军国主义分子曾以此作为煽动民族主义的狂热手段，号召为天皇而自我牺牲。而战后日本国民对裕仁天皇的崇拜有增无减，视如国神。我认为，如果对裕仁天皇公审处决，必将使全日本国民信仰的支柱彻底崩溃，甚至在日本全国引起反对盟国的疯狂骚乱和暴动。处决裕仁为日本举国所不容，我们重建和改造日本的前途则不堪设想，结果可能是历史的悲剧。
因而，本人作为盟国驻日本国的全权代表，出于对日本国未来命运的考虑，决定对裕仁天皇免予战争责任的起诉。

如果盟国决定逮捕和作为战犯处决天皇，那么驻日盟军统帅部将需要增援100万作战部队……

杜鲁门很快回电同意麦克阿瑟的意见，于是麦克阿瑟颁布了盟军总司令部第一号令：
出于对日本前途和国民信仰的考虑，盟国决定对日本天皇裕仁不予追究发动战争的责任，不予起诉和逮捕。今后裕仁的人身地位和人身自由，应与其他日本国民同样受到宪法的保护。
日本宣佈投降時仍保有720萬兵力，是美國與盟國顧慮主要原因之一。最後，不但天皇免於審判，連同23名擔任高級將領的皇族親王也受到保護，全體不起訴。在當時的時空背景，天皇的權威達到巔峰，皇軍們願意為天皇死戰，民間將天皇視之為國神，任何對天皇不敬的行為或言論根本難以在日本社會生存，皇軍將領的人物傳記均未見有誰不利於天皇。1947年，東條英機接受東京審判時證言:「日本臣民若違背陛下（天皇）的意志不可能做任何事，何況是政府高官。」教科書和官方對天皇戰爭責任隻字未提。根據麥克阿瑟回憶錄，日本天皇到東京赤坂的美國駐日大使館，與盟軍最高統帥麥克阿瑟將軍舉行秘密會談，裕仁曾說過：「我願負發動戰爭的所有政治決定和軍事行動的完全責任，這次拜見是為接受各國審判而來。」日本外務省2002年10月17日公開了日本二戰投降後裕仁天皇與盟軍司令麥克阿瑟首次會見的官方記錄，其中並無後者在記憶錄中所寫的天皇自稱要承擔戰爭責任；2003年日本文藝春秋月刊7月號刊登由裕仁天皇草擬的謝罪詔書草稿，證實裕仁天皇曾經有認罪意圖。日本麗澤大學教授松本健一認為，由于擔心在官方記錄中留下談及戰爭責任的部分將會在裁判中遭追究，官僚或者侍從可能從記錄中刪除了相關內容。英國廣播公司（BBC）製作的二戰題材的紀錄片《揭秘裕仁天皇》片中描述天皇是逃脫審判的戰爭頭目，引起日本社會譁然。儘管日本對BBC施加了强大壓力，要求BBC立刻停止製作該紀錄片，但節目仍於2005年播出。而1988年9月21日的《太阳报》在报道裕仁病危的消息时使用了“地狱正恭候这位万恶的天皇”这一标题，称裕仁至死未因战争责任受到应有的惩罚，该报道与英国另一小报《每日星报》对裕仁病重一事的诅咒性报道引发了日本政府对英国方面的抗议。

### 軍國主義的後遺症

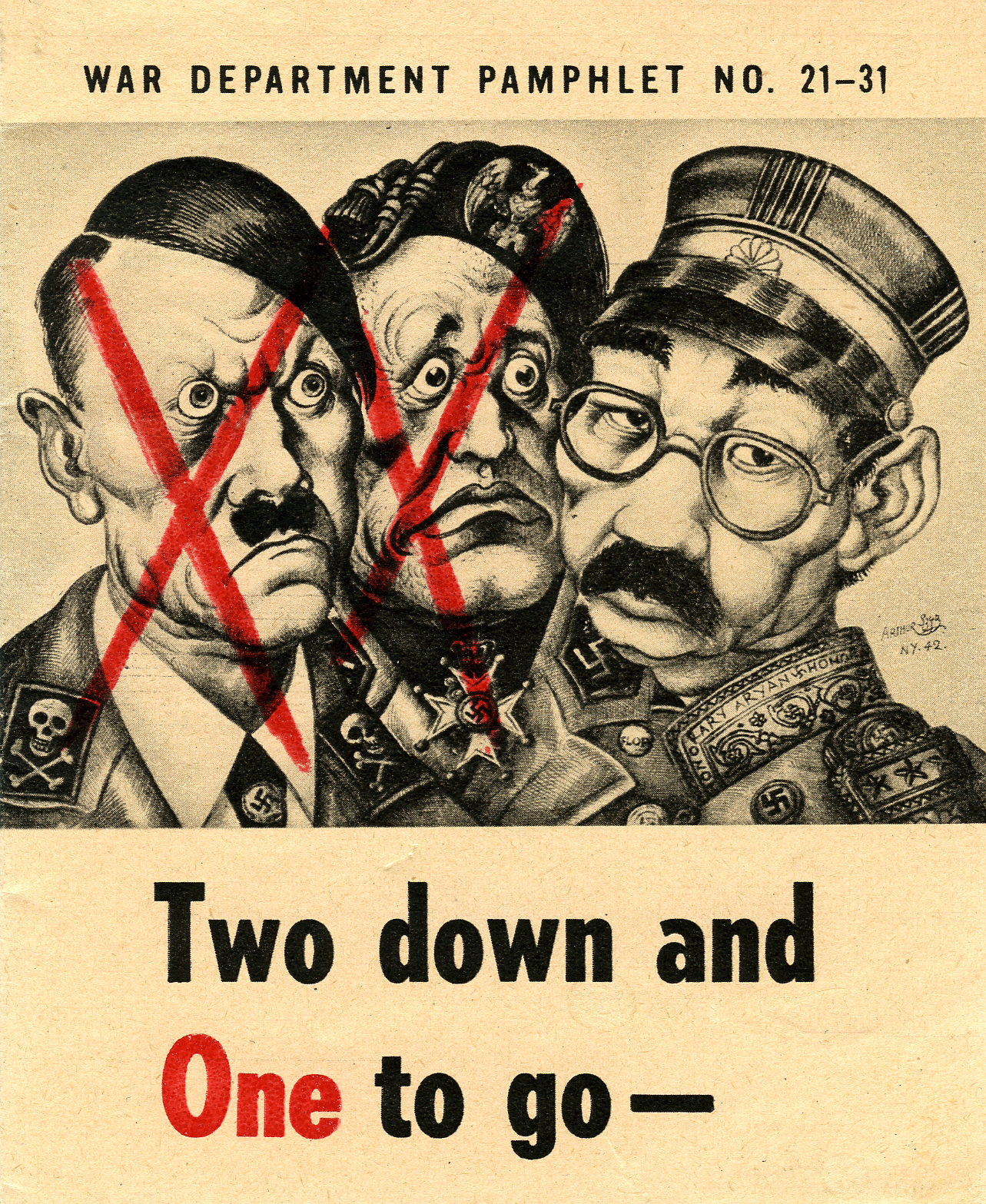
二战期间美国在1945年4月28日出的宣传海报，描繪了代表德國的希特拉和代表意大利的墨索里尼已經戰敗，只剩下代表日本的裕仁

裕仁天皇雖然宣稱會對戰事負責，但生前從未因戰爭行為公開道歉，僅在接見韓國總統時表示「遺憾」，而未釐清責任歸屬。不過日本後續公佈的內部史料顯示，他已經對侵略戰爭意見很不悅。但至今日本軍國主義者常常忽視此點，仍以「捍衛天皇名譽」為名義採取激進手段，1990年長崎市長本島等公開表示裕仁天皇應該負戰爭責任，曾遭到右翼人士槍擊重傷入院。
效忠日本天皇是日本右翼人士或親日右翼人士最高思想原則，是絕不動搖的基礎信念，是無庸置疑的。然而右翼人士卻不太重視敬拜天皇，反而將東條英機為首戰犯視為民族英雄，積極鼓吹日本官員前往靖國神社參拜，右翼份子對於大東亞戰爭歷史研究透徹，他們深度了解、熟悉有關東條英機等軍國主義人物傳記，他們並沒有發現東條英機等人企圖不軌。這與「天皇傀儡論」形成巨大矛盾。合理推定，正因為東條英機等戰犯是對天皇忠心耿耿的忠臣，為天皇犧牲生命，背負罵名，才換來右翼人士的同情與崇拜。由於裕仁天皇宣佈終戰而非戰敗，導致為數不少的右翼人士堅持日本沒有戰敗，沒有分出勝負，只是暫時終止戰爭；此觀點獲得認同，間接打擊日本國內的反省聲浪。右翼份子更進一步將侵略行為合理化，形容「大東亞聖戰」是一場反抗白人的戰爭，印度、印尼、越南、菲律賓等國能脫離西方殖民統治獨立建國是日本的功勞。

### 二战后日本国内对天皇战争责任的反思
日本立教大学访问学者保阪正康认为天皇有战争责任：“即使天皇仅是一枚橡皮图章，但他是唯一处在对军队有发言权地位的人。而且在现实中，许多人都是高喊着‘天皇万岁’才敢于献出生命的。”日本亚洲史档案中心高级研究员牟田昌平认为，日本国内如今对如何看待侵略历史存在分歧的部分原因在于昭和天皇的战时责任在战后没有被清算：“德国有希特勒。意大利有墨索里尼。但日本缺少一个与之匹配的人物”，“这可能部分是因为日本的民族特性——日本人习惯于避免把个人应该承担的责任明确化。”诺贝尔文学奖获得者大江健三郎等7人组织九条会，日本左翼作家加藤周一说：“我看到以爱国主义之名牺牲如此多的价值，特别是人的生命——个人被要求在战争中为了天皇而牺牲自己。真是太可恶了！”而武士社會也有著“主君的過失即是臣下的過失的慣例”，臣下會替主君去承擔責任。

### 英國大使的回憶
由英國國家檔案館解密文件中得知，日皇裕仁1989年1月7日去世兩周後，前英國駐日大使的懷特黑德曾提交報告，指青年時期的裕仁性格上不適任。
該報告共長11頁，寫給時任外交大臣，下款日期為1月23日，當中紀錄裕仁的生平、在戰爭時期及戰後所起的作用。報告指，戰時的領導層期盼一位具有領袖氣質及好戰的日皇，惟即位前的裕仁性格內向，比起練兵場更適合留在實驗室。
懷特黑德又提出，作為未來的軍隊最高司令官的裕仁曾受過軍事教育，但好像從未展示過任何熱忱，甚至曾試圖阻止中日戰爭及太平洋戰爭。當時被視為戰爭領袖的裕仁去世前數月，英媒對他的病情惡化大表歡迎，日本外務省為此發出抗議。有分析指，懷特黑德雖未有直接在報告提及，但可見他對相關報導感到擔憂。

### 天皇日記副本對外公開
已故昭和天皇侍從小倉庫次其後擔任東京都立大學法經系主任，他在二次大戰時期所寫長達600頁日記副本被發現，並刊登在《文藝春秋》4月號上。文中記載裕仁自1939年至1945年期間未曾對公眾發表的言論，包括他曾說“滿洲事變令人飽嘗痛苦”。他也反對日軍1937年全面侵華；3年後，天皇已經開始暗地埋怨低估中國軍力：“每個人都對戰爭判斷錯誤，特別是陸軍的專責部門應儘快結束戰事，並在未來10年重整國防軍力。”1941年，裕仁甚至暗自批評當時首相近衛文麿：“大東亞戰爭開始前我已十分憂心，近衛在任時，好像毫無準備便帶領我們進入戰爭，東條英機接任後，我們才真的準備好。”

## 评价
裕仁被指责同意導致這場戰爭對外政策，並批准近衛文麿及東條英機與德國元首希特勒、意大利首相墨索里尼结成法西斯轴心國，而日本發動第二次世界大戰於亞洲戰場的戰争，侵略周邊鄰國。故有人認為，在政府决定加入戰争這件事上，裕仁在外交上作了正式批示。
美国哈佛大学教授比克斯用了十年撰写了《裕仁与现代日本的塑造》，他在书中披露，是裕仁下令包围南京。

## 荣誉

### 日本勋章奖章
- 大勳位菊花章頸飾
- 桐花大綬章
- 功一級金鵄勳章（1947年廢止）
- 勳一等瑞寶章
- 文化勳章

### 外国勋章奖章
- 聯邦十字勳章特等星十字級（西德）
- 芬兰白玫瑰勋章大十字颈饰级（芬兰，1942年[66]）
- 聖奧拉夫勳章（英语：Order of St. Olav）大十字頸飾級（挪威）
- 皇家六翼天使勳章騎士頸飾級（瑞典，1919年5月8日）[67]
- 大象勳章騎士級（丹麥，1923年1月24日）[68]
- 白鷹勳章騎士級（波蘭，1922年）[69]
- 王室友誼勳章（英语：Order of the Rajamitrabhorn）騎士級（泰國，1963年5月27日）[70]
- 扎克里皇室勳章騎士級（暹羅，1925年1月30日）[71]
- 強國勳章（英语：Order of Ojaswi Rajanya）（尼泊爾，1960年4月19日）[72]
- 西加都納勳章（英语：Order of Sikatuna）大頸飾級（菲律賓，1966年9月28日）[73]
- 南十字勳章（英语：Order of the Southern Cross）大十字級（巴西，1955年）[74]
- 最神聖報喜勳章（英语：Supreme Order of the Most Holy Annunciation）騎士（意大利，1916年10月31日）[75]
- 意大利共和国功绩勋章大十字骑士颈饰级（意大利，1982年3月9日公布[76]）：意大利总统佩尔蒂尼于1982年3月9日至15日对日本进行国事访问[77]。
- 利奧波德勳章大頸飾級（比利時）
- 波沃諾王家勳章（英语：Royal Order of Pouono）（東加）[78]
- 皇家維多利亞勳章名譽大十字騎士（GCVO勳銜。英國；1921年5月）
- 巴斯勳章名譽大十字騎士（GCB勳銜。英國；1921年5月）[79]
- 嘉德勳章外籍騎士（KG勳銜。英國；1929年授予，1941年褫奪，1971年恢復）[80]
- 英國皇家學會外籍會員（1971年）[81]
- 文莱王室成员王冠勋章（英语：Royal Family Order of the Crown of Brunei）第一級（文莱）
- 金羊毛騎士團騎士（西班牙，1928年10月6日）[82][83]
- 卡洛斯三世勋章（英语：Order of Charles III）大十字頸飾級（西班牙，1923年6月4日）[84]
- 救世主勳章大十字級（希臘）
- 聖喬治與君士坦丁勳章（英语：Order of Saints George and Constantine）頸飾級（希臘）
- 白獅勳章頸飾級（捷克斯洛伐克，1928年）[85]
- 所羅門勳章（英语：Order of Solomon）頸飾級（衣索比亞）[86]
- 联邦王室勋章（马来西亚，1964年）

## 年表
- 1901年（明治34年）4月29日，出生于東京赤坂的青山御所，立为皇太孙，受乃木希典、东乡平八郎嚴格教育，詳見昭和之日。
- 1916年（大正5年），被立为皇太子。
- 1919年（大正8年），成年禮。
- 1921年（大正10年），访问欧洲（英国、比利时、德国、荷兰、意大利）。
- 1921年（大正10年）11月25日，开始摄政。
- 1923年（大正12年），訪問日治台灣，史稱「東宮行啟」。
- 1924年（大正13年），和良子女王结婚。
- 1926年（大正15年，昭和元年）12月25日，大正天皇病逝后即位。
- 1928年（昭和3年）11月10日，在京都举行即位大礼。
- 1933年（昭和8年）12月23日，繼宮明仁親王（現在的上皇）出生。
- 1935年（昭和10年）11月28日，義宮正仁親王出生。
- 1945年（昭和20年）8月15日，公布《終戰詔書》，宣布日本在第二次世界大战中无条件投降。
- 1946年（昭和21年）1月1日，公布《人間宣言》，公开放弃神权。
- 1946年（昭和21年）11月3日，簽署《日本国宪法》。
- 1959年（昭和34年）4月10日，出席參加明仁與美智子婚禮。
- 1975年（昭和50年）9月30日，访问美國。
- 1976年（昭和51年）11月10日，慶祝登基五十週年[12]:572。
- 1987年（昭和62年）4月29日，裕仁在皇居丰明殿（日语：豊明殿）的祝寿午宴上突然感到不适，此后其身体状况显著衰退，病情更于当年9月份急剧恶化，甚至出现吐血症状，詳見昭和天皇之死。
- 1988年（昭和63年）9月19日，傳出病重，明仁獲知裕仁患癌[12]:577。
- 1989年（昭和64年）1月7日上午6時33分因患十二指肠癌病逝于东京，享年88歲[12]:578。
- 1989年（平成元年）2月24日，在新宿御苑內舉行葬禮，後葬於東京都八王子市武藏陵墓地。

## 流行文化
《決戰中途島》新谷弘明饰演
《天皇》片冈孝太郎饰演
《东方战场》谷仲惠辅饰演

### 書籍文獻
- 《現代史資料·7·滿洲事變》，三鈴書房，1965年，第337頁
- 《天皇的戰爭責任》井上清，商務印書館，1983年，第69頁。
- 《昭和天皇獨白錄》(中譯本)，《世界史研究動態》，1991年第8期。
- 《Bergamini, David. Japan's Imperial Conspiracy》. William Morrow. 1971
- 《Factories of Death: Japanese Biological Warfare》.Sheldon H. Harris 1994(第232頁~第238頁)
- 《Khabarovsk War Crime Trials》 日譯(ハバロフスク裁判)1950
- 《Hirohito and the making of modern Japan》. Herbert P.Bix.2001

## 外部連結
- 昭和天皇・香淳皇后 - 宮内庁 （页面存档备份，存于）

| 昭和天皇 大和王朝出生于：1901年4月29日逝世於：1989年1月7日 | 昭和天皇 大和王朝出生于：1901年4月29日逝世於：1989年1月7日 | 昭和天皇 大和王朝出生于：1901年4月29日逝世於：1989年1月7日 |
| 統治者頭銜                                                 | 統治者頭銜                                                 | 統治者頭銜                                                 |
| ---------------------------------------------------------- | ---------------------------------------------------------- | ---------------------------------------------------------- |
| 前任： 大正天皇                                            | 日本天皇 1926年12月25日－1989年1月7日                      | 繼任： 明仁                                                |
| 官衔                                                       |                                                            |                                                            |
| 空缺上一位持有相同頭銜者：二條齊敬                         | 攝政宮 1921年11月25日－1926年12月25日                      | 無                                                         |